# Historia de Albania
La historia de Albania forma parte de la historia de Europa. Durante la Antigüedad clásica, Albania estuvo habitada por varias tribus ilirias (como los ardieos, albanos, amantini, enquelios o taulantios), pero también de tribus tracias y griegas, así como de varias colonias griegas establecidas en la costa iliria. En el siglo III a. C., la zona fue anexionada por Roma y pasó a formar parte de las provincias romanas de Dalmacia, Macedonia y Mesia Superior. Posteriormente el territorio permaneció bajo control romano y bizantino hasta las migraciones eslavas del siglo VII d. C., y en el  siglo IX se integró en el Imperio búlgaro. 
En la Edad Media se establecieron el principado de Arbanon y una unión siciliana conocida como el reino medieval de Albania. Algunas áreas pasaron a formar parte del reino de Venecia y más tarde del Imperio serbio. Entre mediados del siglo XIV y finales del siglo XV, la mayor parte de la Albania actual estuvo dominada por principados albaneses que cayeron ante la rápida invasión del Imperio otomano. Albania permaneció bajo control otomano como parte de la provincia de Rumelia hasta 1912, con algunas interrupciones durante los siglos XVIII y XIX con el establecimiento de señores albaneses autónomos.
El primer Estado independiente de Albania fue fundado por la Declaración de Independencia de Albania (1912), luego de una breve ocupación por el Reino de Serbia. La formación de una conciencia nacional albanesa se remonta a finales del siglo XIX y es parte del fenómeno más amplio del surgimiento del nacionalismo bajo el Imperio otomano.
Un Estado monárquico de corta duración conocido como el Principado de Albania (1914-1925) fue sucedido por una primera República Albanesa de vida aún más breve (1925-1928). Otra monarquía, el Reino de Albania (1928-1939), reemplazó a la república justo antes de la Segunda Guerra Mundial. Después del colapso de las potencias del Eje, Albania se convirtió en un Estado comunista, la República Popular Socialista de Albania, que durante la mayor parte de su duración estuvo dominada por el primer ministro Enver Hoxha (desde 1944 hasta su muerte en 1985). El heredero político de Hoxha, Ramiz Alia, supervisó la desintegración del Estado hoxhaísta durante el colapso más amplio del bloque del Este a fines de la década de 1980.
El régimen comunista colapsó en 1990 y el antiguo Partido del Trabajo de Albania fue derrotado en las elecciones de marzo de 1992, en medio del colapso económico y el malestar social. La inestable situación económica llevó a una diáspora albanesa, principalmente a Italia, Grecia, Suiza, Alemania y América del Norte durante la década de 1990. La crisis alcanzó su punto máximo en la agitación albanesa de 1997. Una mejora de las condiciones económicas y políticas en los primeros años del siglo XXI permitió a Albania convertirse en miembro de pleno derecho de la OTAN en 2009. El país está solicitando unirse a la Unión Europea.

## Prehistoria

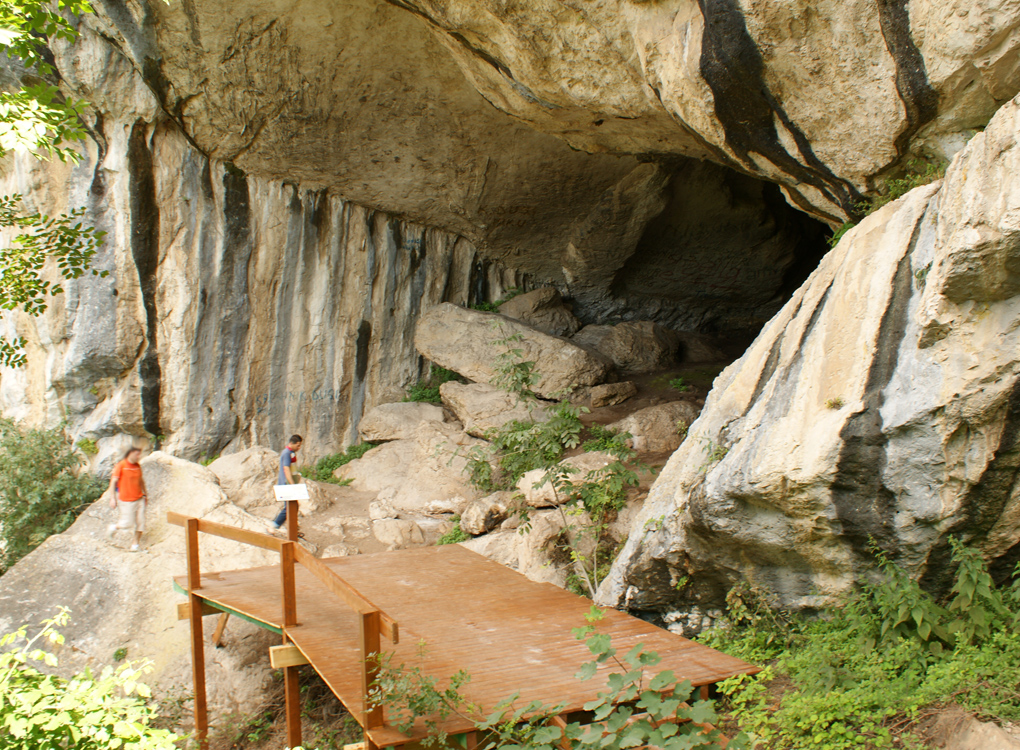
La cueva de Pellumbas, cerca Tirana, utilizada como asentamiento de antiguos humanos durante el periodo Paleolítico Medio

Los primeros rastros de presencia humana en Albania, que datan del Paleolítico Medio y Superior, se encontraron en el pueblo de Xarrë, cerca de Sarandë y Dajt, próximos a Tirana. Los objetos encontrados en una cueva cerca de Xarrë incluyen objetos de pedernal y jaspe y huesos de animales fosilizados, mientras que los encontrados en el monte Dajt comprenden herramientas de hueso y piedra similares a las de la cultura auriñaciense. Los hallazgos del Paleolítico de Albania muestran grandes similitudes con objetos de la misma época encontrados en Crvena Stijena, en Montenegro y el noroeste de Grecia.
Se han encontrado varios artefactos de la Edad del Bronce de los entierros de túmulos en el sur de Albania que muestran una estrecha conexión con sitios en el suroeste de Macedonia y Lefkada(Grecia). Los arqueólogos han llegado a la conclusión de que estas regiones fueron habitadas desde mediados del tercer milenio antes de Cristo por personas indoeuropeas que hablaban una lengua protogriega. Una parte de esta población se trasladó más tarde a Micenas, alrededor del 1600 a. C., y fundó allí la civilización micénica. Se han encontrado otros entierros de túmulos en el norte de Albania, especialmente cerca de la ciudad de Shkodra alrededor del tercer milenio a. C.; estos entierros probablemente fueron construidos por protoilirios. Otro grupo de población, los illirii, probablemente la tribu iliria más meridional de esa época, que vivía en la frontera de Albania y Montenegro, posiblemente colindaba con las tribus griegas.
A finales de la Edad del Bronce y principios de la Edad del Hierro se produjeron una serie de posibles movimientos de población en los territorios de la Albania moderna; por ejemplo, el asentamiento de los bryges en áreas del sur de Albania y el noroeste de Grecia, y de las tribus ilirias en el centro de Albania.  Este último derivó de una presencia indoeuropea temprana en la península balcánica occidental. Se puede suponer que el movimiento de las tribus byrgianas coincidió con el comienzo de la Edad del Hierro en los Balcanes durante el primer milenio a. C.
Los arqueólogos asocian a los ilirios con la cultura de Hallstatt, un pueblo de la Edad del Hierro conocido por la producción de hierro, espadas de bronce con mangos alados y la domesticación de caballos. Es imposible delimitar las tribus ilirias de los Balcanes antiguos en un sentido lingüístico estricto, pero las áreas clásicamente incluidas en «ilirias» para la Edad del Hierro de los Balcanes incluyen el área de los ríos Danubio, Sava y Morava hasta el mar Adriático y los montes Šar.

## Albania entre el Imperio búlgaro y el Imperio bizantino
En el año 395 d. C. el Imperio romano se dividió y el área que ahora constituye la moderna Albania pasó a formar parte del Imperio bizantino.
En las primeras décadas bajo el dominio bizantino (hasta el año 461), Epirus Nova sufrió la devastación de las incursiones de los visigodos, hunos y ostrogodos. En el siglo IV las tribus germánicas empezaron a acercarse a las fronteras del Imperio romano. Los godos y los hunos fueron los primeros en llegar, invadiendo durante la mitad del siglo; los ávaros atacaron en el 570 d. C.; y los servios y croatas invadieron la región a principios del siglo VII. Unos cincuenta años más tarde, los búlgaros conquistaron la mayor parte de la península balcánica y extendieron su dominio a las tierras bajas de lo que hoy es Albania central. En general, los invasores destruían o debilitaban los centros culturales romanos o bizantinos en las tierras que se convertirían en Albania.
El territorio de la actual Albania fue parte del Imperio búlgaro en determinados momentos, excepto la mitad oriental, que casi siempre se mantuvo unida a los búlgaros. En la década de 840 todo el país estuvo en manos del Primer Imperio búlgaro del kan Presian. Los bizantinos mantuvieron ciertos enclaves costeros como la ciudad de Durrës. Bajo su hijo Boris de Bulgaria se inició la cristianización y ciudades como Berat o Ballsh fueron importantes centros culturales. Albania estaba incluida en la región de Macedonia Occidental, donde se originó la escuela literaria de Ohrid. El emperador Simeon I de Bulgaria intentó en 896 tomar Durrës pero no lo consiguió. 
A principios del siglo IX, el gobierno bizantino estableció el thema de Dirraquio, con sede en la ciudad del mismo nombre y que cubre la mayor parte de la costa, mientras que el interior se dejó bajo control eslavo y más tarde búlgaro. El total control bizantino sobre la Albania moderna se estableció solo después de la conquista bizantina de Bulgaria a principios del siglo XI.
Sería en la segunda mitad del siglo X cuando el emperador Samuel de Bulgaria tomó Durrës. En 1005 el gobernador Juan Criselio, suegro del zar Samuel, entregó la ciudad a los bizantinos a cambio de ser nombrado patricio en Constantinopla. En 1018 el zar Iván Vladislav murió en el sitio de Durrës. Este hecho marcó el fin del Primer Imperio búlgaro. El Imperio Romano de Oriente (Bizancio) volvía a controlar el país.
En 1040 estalló, liderada por el soldado Tihomir, una rebelión en Durrës, dado el malestar de la población búlgara ante las enormes subidas que experimentaron los impuestos de la administración bizantina. Peter Delyan, que clamaba ser nieto del zar Samuel, llevó la rebelión a todo el país. Fue coronado emperador con el nombre de Petar II. Pero su tentativa fue sofocada por los bizantinos en 1041. En 1072 tuvo lugar otra revuelta, liderada por Guiorgui Voiteh, que también fracasó. 
En su Historia escrita en 1079 y 1080, el historiador bizantino Miguel Ataliates se refería a los albanoi como un grupo que había tomado parte en la revuelta contra Constantinopla en 1043 como súbditos del duque de Dyrrhachium (Dürres en la actualidad). Se discute, sin embargo, si se refiere a los albaneses en un sentido étnico del término. Sin embargo, es indiscutible una posterior mención a los albaneses del propio Ataliates, en cuanto a la participación de los albaneses en una rebelión en 1078. En este punto ya están totalmente cristianizados. A finales de los siglos xi y xii, la región tuvo un papel crucial en las guerras bizantino-normandas; Dirraquio era el término occidental de la Vía Egnatia, la principal ruta terrestre a Constantinopla, y fue uno de los principales blancos de los normandos, como en la batalla de 1081.
Hacia el final del siglo XII, como la autoridad central bizantina se había debilitado y aumentaron las rebeliones y el secesionismo regionalista, la región de Arbanon se convirtió en un principado autónomo regido por sus propios príncipes herederos. En 1190 el señor de Kruja, Progon, creó en Albania Central el principado de Arbanon (o Albanon), que fue hasta 1255 un Estado autónomo de las distintas entidades bizantinas.
Después de la cuarta cruzada (1198-1204), la región quedó bajo el control de Epiro, pero este no era firme. La influencia serbia comenzó a sentirse con fuerza en este momento, así como las de Venecia y más tarde del reino de Sicilia, a medida que ambas potencias trataron de hacerse con el control de Albania costera para sus propósitos.
El nuevo sistema de administración de los temas, o provincias militares creadas por el Imperio Bizantino, contribuyó al eventual ascenso del feudalismo en Albania; los soldados campesinos que sirvieron a señores militares se convirtieron en siervos en tierras de los terratenientes. Entre las principales familias de la nobleza feudal albanesa estaban los Thopias, Balshas, Shpatas, Muzakas, Aranitis, Dukagjins y Kastriotis. Los tres primeros de ellos se levantaron para convertirse en gobernantes de los principados que eran prácticamente independientes de Bizancio.
Tras la restauración del Imperio búlgaro, el zar Kaloján (1197-1207) incorporó la mitad oriental de Albania al llamado Segundo Imperio búlgaro. A su muerte toda Albania pasó a manos del despotado de Épiro, una entidad política surgida tras caer Constantinopla en poder de los cruzados. En 1230 las tropas de Épiro fueron derrotadas por el zar Iván Asen II y todas sus tierras, incluyendo Albania, engrosaron el Segundo Imperio búlgaro. Durante el reinado de Miguel Asen (1246-1256), pese a no sufrir ningún desastre militar, los ambiciosos nobles desleales al zar, pensando en su enriquecimiento personal, fueron entregando sus feudos a las potencias vecinas. Un humillante tratado firmado por el noble ruso Rostislav Mijáilovich provocó la pérdida de Albania frente a los búlgaros, y la muerte de Miguel Asen I poco después. Albania acabó en manos de los restauradores del Imperio bizantino: el Imperio de Nicea.
En 1258 los sicilianos tomaron posesión de la isla de Corfú y la costa albanesa, desde Dirraquio a Valona y Butrinto y tierra adentro hasta Berat. Este punto, reformado en 1272 como el reino de Albania, fue pensado por el gobernante siciliano Carlos de Anjou para convertirse en la plataforma de lanzamiento de una invasión por tierra del Imperio bizantino. Los bizantinos, sin embargo, lograron recuperar la mayor parte de Albania en 1274 y dejaron solo Valona y Dirraquio en manos de Carlos. Cuando este lanzó su avance, se detuvo en el cerco de Berat en 1280 a 1281. Albania se mantendría en gran medida bajo control bizantino hasta la guerra civil bizantina de 1341-1347, cuando cayó en manos del gobernante serbio Esteban Dušan y se convirtió en parte del Imperio serbio.

## Final de la Edad Media
En 1261 acabó la historia del Imperio de Nicea. El despotado de Epiro quedó como una entidad autónoma del Imperio serbio. Y las políticas matrimoniales provocaron que el principado de Arbanon (o Arbër) acabara insertado en la propia Serbia, que ya poseía la zona norte de la actual Albania desde el reinado de Esteban Nemanja en la segunda mitad del siglo XII, con ciudades como Escútari, Dajç y Drivasto. En 1282 Esteban Uroš II obtuvo el control de las ciudades de Lezhë y Debar. Incluso Dirraquio llegó a caer en sus manos por algún tiempo en 1284. En 1341 Elbasan, Krujë, Berat y Vlora se incorporaron al naciente Imperio serbio. Tal fue la fuerza que adquirió que, en 1346, Duran fue coronado en Macedonia emperador de los Serbios y los Griegos, de modo que esta entidad fue heredera de Bizancio. Prizren fue la nueva capital serbia. 
En 1272 los territorios del despotado de Epiro y de Arbër cayeron en poder de los cruzados de la Casa de Anjou. El reino de Albania fue fundado por Carlos de Anjou en el territorio albanés que conquistó del despotado de Epiro en 1271. Tomó el título de «rey de Albania» en febrero de 1272. El reino se extendía desde la región de Durazzo (Durrës, entonces conocido como Dirraquio) al sur por la costa hasta Butrinto. Carlos era además rey de Sicilia. La rebelión siciliana contra los usurpadores franceses entre 1281 y 1302, las llamadas Vísperas Sicilianas, acabó con Sicilia en la órbita de la corona de Aragón y la consecuente debilidad del reino de Albania. El caudillo albanés Carlos Topia aprovechó en 1368 para conquistar el reino, que quedó fraccionado en varios principados: el principado de Albania (feudo de Carlos Topia), el de Dukagjini (con capital en Lezhë), el de Castriota (con capital en Escútari), el de Gjirokastër (con capital en Gjirokastër) y el de Berat (con capital en la ciudad homónima).
Su hijo Gjergj Topia entregó el reino a sus aliados de la república de Venecia en 1392, que formó parte de la Albania veneciana hasta la conquista del Imperio otomano. A finales del siglo XIV y principios del XV, el Imperio otomano se apoderó de parte de Albania durante su expansión balcánica. Fue una conquista difícil; los albaneses retomaron el control de sus territorios en 1444, año en el que se fundó la Liga de Lezhë, inicialmente bajo gobierno de Jorge Castriota y, tras su muerte, de Lekë Dukagjini.

## Albania otomana
La supremacía de los turcos en el oeste de los Balcanes comenzó en 1385 con la batalla de Savra, en la que los otomanos derrotaron a los serbios. En la parte conquistada de Albania, cuyo territorio se extendía entre río Mat en el norte y Çameria (región costera de Épiro, mayoritariamente en la actual Grecia) al sur, el Imperio otomano estableció el sanjacado de Albania (un sanjacado era una subdivisión administrativa del imperio) y en 1419 Gjirokastra se convirtió en su capital. A finales del siglo XIV, los otomanos extendieron su imperio desde Anatolia a los Balcanes (Rumelia). En el siglo XV gobernaban la mayor parte de la península de los Balcanes. Su dominio en parte de Albania fue interrumpido brevemente en ese siglo cuando Jorge Castriota Skanderbeg, un albanés que había servido como oficial del ejército otomano, lo abandonó, se coligó con algunos jefes albaneses y luchó contra el dominio turco desde 1443 hasta 1478. Albania fue casi completamente recuperada por los otomanos en 1478 después de arrebatar Escútari a Venecia. La conquista de Albania por los otomanos se completó con la toma de Dirraquio a los venecianos en 1501.

## Período de 1922 a 1939
En el norte del país, el Gobierno controlaba solamente la ciudad de Shkodër y las zonas aledañas, ya que los clanes de las tierras altas sospechaban profundamente de que un poder central legislara en favor de todo el país. En este escenario, la Iglesia católica comenzó a ser el principal enlace entre el Gobierno de Tirana y los clanes, llegando incluso a darse la situación de que muchas funciones y comunicaciones administrativas fueron encomendadas a sacerdotes que tenían acceso a ciertas zonas.
Pobre y aislada, Albania estaba a décadas retrasada respecto de los otros países balcánicos en materia de educación y desarrollo social. La mayoría de la población no sabía leer, ni escribir; cerca del 90 % de los campesinos practicaba la agricultura de subsistencia usando métodos y herramientas ancestrales, como el arado de madera; la mayor parte de las tierras cultivables estaba rodeada de marismas infestadas de malaria; el país carecía de un sistema bancario, de ferrocarril, no tenía un puerto moderno, no tenía universidades, un Ejército moderno ni prensa. En este período Albania tiene la tasa de mortalidad infantil más alta de Europa, mientras que la expectativa de vida para los hombres rondaba los 38 años de edad. La Cruz Roja de Estados Unidos y otras entidades internacionales fomentaron la apertura de escuelas y hospitales en Tirana y Durrës, lo que permitió que hacia 1938 el 36 % de los niños en edad escolar lograra tener algún tipo de educación.[cita requerida]
La independencia también produjo cambios significativos en la vida religiosa del país. La comunidad ortodoxa era la más radical en cuanto a ver que Albania rompiera todos sus lazos con su pasado turco, durante el cual los cristianos fueron considerados de baja clase. El patriarca ecuménico de Constantinopla reconoce la autodeterminación de la Iglesia ortodoxa albanesa, luego de una reunión de congregaciones ortodoxas del país realizada en Berat en agosto de 1922. Por su parte, en 1923 la comunidad musulmana albanesa rompe definitivamente sus lazos con Constantinopla, declarando formalmente su obediencia primaria a su país natal, eliminando la poligamia y dejando a las mujeres elegir si usar o no el velo tradicional.

### Gobierno y política

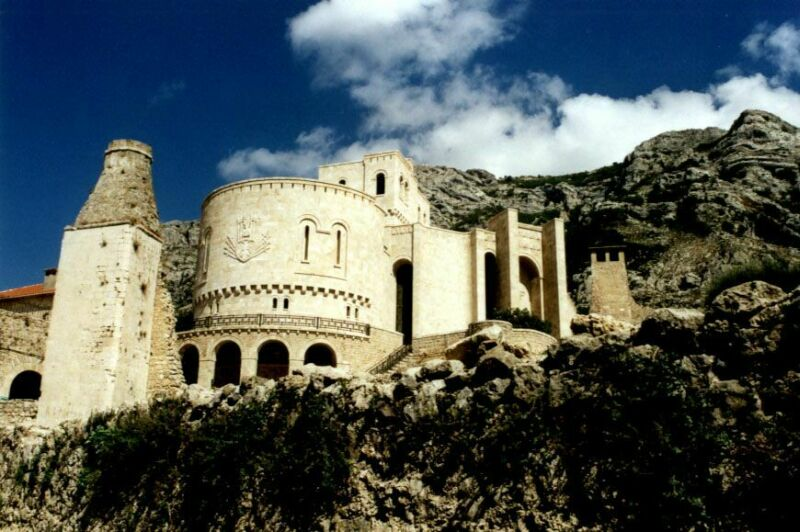
Castillo de Krujë

Los primeros partidos políticos albaneses surgen con posterioridad a la Primera Guerra Mundial. Aquí más que en cualquier otro país balcánico, los partidos políticos fueron agrupaciones en torno a prominentes líderes tribales que establecían alianzas temporales en función de sus intereses particulares.
El principal partido conservador, el Partido Progresista, liderado por Shefqet Vërlaci, atrajo a los jefes tribales del norte del país y prominentes terratenientes musulmanes del sur, quienes tenían como principal plataforma de lucha su firme oposición a cualquier reforma agraria que pudiera afectar sus posesiones.
El otro partido influyente era el Partido Popular, el cual contaba con el reformador ortodoxo Fan S. Noli, quien estaba imbuido de las ideas occidentales adquiridas durante su formación en la Universidad de Harvard. Este partido incluía a Ahmet Zogu, un joven de 24 años, hijo del jefe del clan Mati, un destacado clan musulmán del centro del país. El futuro rey Zog I tenía un fuerte apoyo de algunos de los clanes del norte y contaba con una milicia armada a su servicio, que era rechazada por la totalidad de los caciques de los clanes Geg que dominaban el partido.
En el período de entreguerras, los Gobiernos albaneses se formaron y disolvieron en rápida sucesión. Solamente entre julio y diciembre de 1921, el cargo de primer ministro fue ocupado por cinco personas. El dirigente del Partido Popular, Xhafer Ypi, formó Gobierno en diciembre de 1921 con Noli como primer ministro y Zogu como ministro del Interior. Sin embargo, Noli presentó su dimisión luego de que Zogu recurriera a la represión, en su intento de desarmar a los albaneses de las tierras bajas, a pesar del hecho de que el porte de armas era una costumbre ancestral entre los albaneses. Cuando una parte de los enemigos del Gobierno atacó la capital a principios de 1922, Zogu se quedó en ella y, con la ayuda del embajador británico, rechazó la sublevación. En septiembre de 1922 tomó el cargo de primer ministro y anunció su retiro del Partido Popular debido a su matrimonio con la hija del jefe del Partido Progresista, Vërlaci.
Entonces Zogu creó el Partido del Gobierno como una forma de asegurar su poder. En respuesta, Noli y otros líderes reformistas al estilo occidental formaron el Partido Demócrata de Oposición, que atrajo a todos los enemigos personales de Zogu, así como a sus oponentes ideológicos y población de izquierda que desconfiaba profundamente de la maquinaria política del Gobierno. Ideológicamente, los demócratas incluían desde partidarios de un gobierno islámico conservador hasta seguidores del sueño de una rápida modernización de la sociedad albanesa. La oposición al régimen de Zogu era formidable: los ortodoxos de las tierras bajas del sur por el apoyo de Zogu a los terratenientes musulmanes que bloqueaban las reformas que querían los primeros; los habitantes de la región de Shkodër que no querían a Tirana como la capital de Albania y los nacionalistas albaneses insatisfechos por la indiferencia del Gobierno de Zogu respecto de los derechos conculcados de las minorías albanesas en Grecia y Yugoslavia, particularmente en la región de Kosovo.
En marzo de 1924 el Partido del Gobierno ganó las elecciones para la Asamblea Nacional, pero Zogu debió dejar el cargo de primer ministro en las manos de Vërlaci tras verse involucrado en un escándalo financiero y ser malherido en un intento de asesinato. Luego el líder de una organización radical juvenil, Avni Rustemi, fue asesinado en la calle a un costado del edificio del Parlamento, lo que determinó que la oposición se retirara de la Asamblea Nacional. Los partidarios de Noli acusaron del hecho al clan Mati de Zogu, el cual continuó con sangrientas acciones de venganza por el atentado en contra de su líder. La situación se tornó muy explosiva y el descontento contra el Gobierno se transformó en insurrección en julio de 1924, cuando miles de opositores tomaron el control de Tirana. Noli fue nombrado como primer ministro y Zogu huyó a Yugoslavia.
Fan S. Noli, un idealista, rechazó las demandas para convocar a nuevas elecciones bajo el pretexto de que Albania necesitaba un gobierno «paternalista». Su programa modernizador y reformista planteaba la abolición del feudalismo, la resistencia a la influencia italiana y el establecimiento de un estilo de gobierno constitucional al estilo de las democracias de Europa Occidental. Redujo la burocracia, fortaleciendo los Gobiernos locales, y prestó asistencia a los campesinos. Abrió el país a la inversión extranjera y emprendió programas de fortalecimiento de la salud pública, la educación y los sistemas de transporte. Su ambicioso programa encontró una fuerte resistencia de parte de los mismos sectores que le habían ayudado a derrocar al régimen de Zogu, lo que se sumó a que jamás pudo atraer y concretar la ayuda extranjera necesaria para poner en marcha sus reformas. En política internacional, Noli criticó a la Sociedad de Naciones por ser incapaz de aminorar las amenazas que enfrentaba Albania de parte de Italia y Yugoslavia.
El Gobierno de Noli estableció un tribunal especial que dictó sentencia de muerte contra Zogu, Vërlaci y otros dirigentes del régimen derrocado, junto con la confiscación de todas sus propiedades. Por su parte, Zogu organizó en Yugoslavia un ejército de mercenarios, reforzado por unos mil soldados regulares del ejército de este último país y tropas refugiadas de la guerra civil en la Unión Soviética. El Gobierno yugoslavo proporcionó las armas y apoyó el movimiento con la esperanza de que esto le traería ventajas territoriales en las zonas fronterizas disputadas. A esto se suma el hecho de que Albania había establecido relaciones diplomáticas con la URSS, un enemigo acérrimo de la casa gobernante en Yugoslavia, los Karađorđević, y que había permitido a esta última hacer acusaciones de que Albania se encaminaba a un régimen comunista. El 13 de diciembre de 1924, el ejército de Zogu cruzó la frontera y entró a territorio albanés, donde logró una rápida y aplastante victoria que terminaría con la toma de Tirana el 24 de diciembre. Fan Noli y sus colaboradores huyeron a Italia y comenzó la dictadura de Amhed Bey Zogu.
Rápidamente el nuevo régimen desarticuló el experimento de democracia parlamentaria, en razón de satisfacer las demandas de sus principales soportes: los terratenientes y jefes de clanes conservadores que deseaban mantener el viejo orden social. La Asamblea nacional adoptó rápidamente una nueva Constitución en 1925, proclamó Albania una república y otorgó poderes dictatoriales a Zogu, que le permitían nombrar y destituir ministros, vetar la legislación y nombrar directamente a la mayoría de los cargos administrativos y a un tercio del Senado.
El 31 de enero de 1925 Zogu fue elegido presidente de la República por un período de siete años, en una situación en que los partidos de oposición y las libertades civiles habían sido suprimidos, muchos opositores asesinados y bajo una estricta censura de prensa. En la práctica, Zogu gobernó Albania con cuatro gobernadores militares que le reportaban directamente a él, mientras que los jefes de clanes de confianza eran los encargados de dirigir el Ejército y la Policía estatal albanesa, con el objetivo de proteger al régimen contra las amenazas internas y externas.

### Influencia italiana
Yugoslavia esperaba que debido a su apoyo el movimiento de Zogu obtendría beneficios en la forma de territorio e influencia sobre el régimen albanés. Hay indicios de que Zogu habría prometido concesiones fronterizas antes de la invasión, pero una vez en el poder el líder albanés olvidó sus promesas. El 30 de julio de 1925, Yugoslavia y Albania firmaron un acuerdo que devolvía a Yugoslavia el poblado de Saint Naum (sobre el lago Ohrid) y otro asentamiento fronterizo en disputa, pero el Gobierno eslavo nunca recibió los dividendos esperados cuando apoyó a Zogu. De esta manera, la dictadura albanesa se alejó de la esfera yugoslava y comenzó a acercarse a Italia buscando protección.
Con la toma del poder del líder fascista italiano Benito Mussolini en octubre de 1922 y su pretendida expansión territorial sobre la zona del Mediterráneo, Albania comenzó a ser vista como el «primer paso» en los Balcanes, con el antecedente del protectorado que Italia había ejercido sobre el país al finalizar la Primera Guerra Mundial con reconocimiento de los Aliados. En mayo de 1925 Italia comenzó una penetración en la vida albanesa que terminaría catorce años más tarde con la anexión total.
El primer paso lo marcó un acuerdo entre ambos países que permitía la explotación de todos los recursos minerales de Albania por parte de Italia. Pronto la Asamblea Nacional albanesa autorizó a los italianos fundar el Banco Nacional de Albania, que actuó como el banco central de la nación balcánica a través de su oficina central en Roma. El Gobierno albanés también entregó el monopolio del transporte de carga y pasajeros —hacia y desde Albania— a las compañías italianas. A fines de 1925 se formó la Sociedad para el Desarrollo de Albania, una entidad de capitales italianos que comenzó a entregar al Gobierno albanés préstamos con altos intereses para proyectos agrícolas, de transporte y obras públicas, incluyendo el palacio de Zogu.
A mediados de 1926 Italia enfocó sus esfuerzos en ampliar su influencia y logró que el régimen albanés aceptara la presencia de instructores italianos en el Ejército y la Policía estatal. Zogu se resistió a firmar un tratado formal con Italia, hasta que en el norte del país se produjo un levantamiento armado contra su régimen, que lo forzó a ceder para seguir manteniendo su poder. De esta manera, en noviembre de 1926 los Gobiernos de Albania e Italia firmaron el Primer Tratado de Tirana, el cual establecía que ninguno de ellos firmaría acuerdos con otros países que fuesen perjudiciales para los intereses mutuos. De esta forma, Albania contaba con apoyo italiano para garantizar sus fronteras y Zogu aseguraba su posición política al interior del país.
En noviembre de 1927 Albania e Italia firman el Segundo Tratado de Tirana, el cual crea una alianza defensiva mutua y establece la llegada a Albania de un general italiano y cerca de cuarenta asesores para entrenar al Ejército albanés. Pronto, militares italianos comienzaron a entrenar paramilitarmente a jóvenes albaneses, al estilo de los grupos de choque fascistas en Italia. Albania también permitió a la armada italiana el acceso al puerto de Vlorë y aceptó la entrega de importantes cantidades de armamento italiano.

### De república a monarquía
En agosto de 1928 Zogu presiona al Parlamento para autodisolverse. Una nueva asamblea constituyente declaró a Albania como reino y Zogu asumió el título al trono como Zogu I, «rey de los albaneses». El reconocimiento internacional llegó pronto, pero muchos albaneses percibieron que el país comenzaba una etapa trágica en su historia. La nueva Constitución abolió el Senado y creó una Asamblea Nacional unicameral, pero dejando en el Rey Zog I los poderes dictatoriales que disfrutaba como presidente. Al poco tiempo de asumir como rey, Zog rompió su matrimonio con la hija de Shefqet Vërlaci, quien retiró su apoyo político al régimen y se constituyó como el líder de una parte de la oposición.
A lo largo de los años, Zogu había acumulado una gran cantidad de enemigos, lo que, sumado a la tradición de venganza sangrienta de los albaneses, le reportaba una situación peligrosa con atentados e intentos de asesinato en su contra. Rara vez aparecía en público y siempre estaba acompañado de sus guardaespaldas. Sus partidarios habían logrado desarmar a casi todos los clanes de Albania, excepto al clan Mati (del cual Zogu era líder) y sus aliados. En un hecho sin precedentes, en una visita a Viena en 1931, Zogu y su cuerpo de guardaespaldas se enfrentaron a tiros con supuestos asesinos a pasos del teatro de la ópera.
En cuanto a la influencia italiana, el líder albanés demostró su desilusión por la dominación que estaba teniendo Italia en su reino. El monopolio italiano en cuanto a entrenar y armar al Ejército albanés era muy mal visto por la mayoría de la población. Para contrarrestarlo, Zog I solicitó a oficiales británicos para la Gendarmería a pesar de la presión italiana de no hacerlo. En 1931 el régimen albanés rechazó renovar el Tratado de Tirana de 1926, en lo que fue el primer episodio de hacer valer su postura frente a los italianos.
Entre los años 1932 y 1933 Albania no pudo responder a los pagos de los intereses de los préstamos concedidos por la Sociedad para el Desarrollo Económico de Albania. Italia aumentó su presión sobre el Gobierno albanés y exigió el nombramiento de italianos en el cargo de la dirección de otras instituciones; la entrega del monopolio del azúcar, el telégrafo y la electricidad; la enseñanza del italiano en las escuelas públicas; y la admisión de colonos italianos. El rey Zog I rechazó las exigencias e inmediatamente ordenó el recorte del presupuesto nacional en un 30 %, disminuyó el número de asesores militares italianos y nacionalizó las escuelas católicas que funcionaban en el norte del país. En junio de 1934 Albania firmó tratados comerciales con Grecia y Yugoslavia; en respuesta, el Gobierno italiano suspendió el apoyo económico e inició una serie de amenazas contra el régimen de Zogu. A pesar de todo lo anterior, en 1935 Mussolini intentó recomponer la relación mediante un regalo de tres millones de francos de oro a Albania. En consecuencia, se reanudó la ayuda económica italiana.
Zog I tuvo éxito en derrotar dos rebeliones internas y de paso convenció a Mussolini de que Italia debía firmar un nuevo acuerdo con Albania. Un nuevo Gobierno liderado por Mehdi Frasheri logró el compromiso italiano para concretar las promesas económicas que Mussolini había hecho a Albania y garantizó la entrega de nuevos recursos para mejorar el puerto de Durrës y otros proyectos que el Ejecutivo albanés tenía paralizados. Pronto los italianos comenzaron a ocupar posiciones en la Administración y algunos grupos de colonos fueron autorizados a asentarse en el país.

### Economía
Entre 1918 y 1939 Albania permaneció como el país más atrasado de Europa en cuanto a desarrollo económico. La mayor parte de la población trabaja en la agricultura de subsistencia, prácticamente no tiene industria y el gran potencial minero e hidroeléctrico estaba prácticamente sin explotar. El petróleo era la principal materia prima y se había construido un oleoducto entre el campo petrolífero de Kuçovë y el puerto de Vlorë, desde donde se embarcaba hacia las refinerías italianas que tenían las concesiones exclusivas. Durante la mayor parte del período de entreguerras, los italianos ocuparon los cargos técnicos de la economía albanesa. Las principales exportaciones de Albania era el petróleo, carnes, queso y productos agrícolas; mientras que las importaciones eran dominadas por el trigo, alimentos, materiales metálicos y maquinaria. En 1939 el valor de las importaciones superaba en cuatro veces al de las exportaciones. Por otro lado, el 70% de las exportaciones albanesas tienen como destino Italia, mientras que el 40 % de las importaciones procedían de allí.

### Ocupación italiana

Mapa de la «Gran Albania» bajo la ocupación italiana durante la Segunda Guerra Mundial

Luego de que Hitler invadiera Checoslovaquia sin notificar previamente a Mussolini, el dictador italiano decidió a principios de 1939 proceder con su propia anexión de Albania, a pesar de la crítica del rey Víctor Manuel III, quien consideraba que la toma de Albania era «un riesgo innecesario». El 25 de marzo de 1939, el Gobierno italiano envió un ultimátum al albanés demandando que este accediera a pagar una elevada suma de dinero para evitar la ocupación de su territorio. Como era de esperar, el régimen de Zogu rechazó la exigencia y el 7 de abril de 1939 las tropas italianas comenzaron la invasión.
A pesar de la resistencia armada en la zona de Durrës, las tropas italianas lograron derrotar rápidamente al ejército albanés. El rey Zog I junto a su familia huyó a Grecia y posteriormente al Reino Unido. El 12 de abril la Asamblea Nacional de Albania votó en favor de la anexión del país a Italia y entregó la corona a Víctor Manuel III. Inmediatamente los italianos establecieron un gobierno de corte fascista bajo la jefatura de Shefqet Vërlaci y se decretó que los asuntos diplomáticos y militares del país serían desde entonces competencia de Italia.

## Segunda Guerra Mundial (1940-1949)

Bandera de Albania en el año 1946

Después de que Alemania invadiera Polonia, Dinamarca, Bélgica, Holanda, Noruega y Francia a lo largo de 1939 y 1940, Benito Mussolini decidió usar Albania como trampolín para invadir Grecia. Los italianos lanzaron su ataque el 28 de octubre de 1940 y, en la conferencia de Florencia, Mussolini informó a Hitler de su sorpresiva acción militar. Italia esperaba una rápida victoria, pero la resistencia del ejército griego obligó a los italianos a detener su avance e incluso a retroceder. Los griegos tomaron las ciudad de Korçë y Gjirokastër, lo que amenazó el control italiano del puerto de Vlorë.
El nacionalismo de las tropas griegas que luchaban en Albania inflamó nuevamente el entusiasmo albanés por luchar contra los italianos, situación que estabilizó la guerra en torno a un frente definido a lo largo de la zona central de Albania. En abril de 1941, Alemania y sus aliados atacaron Yugoslavia y Grecia, derrotando a ambos. Un mes más tarde, el Eje le entregó a Albania el control de las provincias de Kosovo y Çamëria. Ello provocó que, irónicamente, los nacionalistas de Albania viesen casi concretada su aspiración de unificar a la mayoría de las tierras habitadas por albaneses durante la ocupación de su país por parte de las fuerzas del Eje.
Entre 1941 y 1944 los partisanos comunistas y nacionalistas albaneses lucharon contra las tropas de ocupación italianas y alemanas, además de pelear entre ellos, en una brutal competencia por tomar el control del país. Apoyados por los comunistas yugoslavos y armados por los británicos y estadounidenses, los partisanos comunistas derrotaron a los nacionalistas en una guerra civil que se desarrolló entre la capitulación italiana en septiembre de 1943 y la retirada de las fuerzas alemanas de Albania hacia fines de 1944. Esta victoria militar —y no la atracción del marxismo— fue lo que puso a los comunistas en el centro del acontecer político albanés. Si bien la historia oficial dice que los guerrilleros comunistas liberaron al país sin la ayuda extranjera, lo cierto es que los yugoslavos organizaron su estructura militar, los occidentales proporcionaron las armas y la retirada de las fuerzas del Eje fue forzada por las graves derrotas en el frente del este y la irrupción de los aliados por Italia y Francia.

### Surgimiento del Partido Comunista
Luego del fracaso de Ali Kelmendi en organizar un Partido Comunista en el país en 1930, éste se vio obligado a huir de Albania. Combatió en la guerra civil española (1936-1939) junto a los republicanos y en 1939 se estableció en Francia, donde junto a otros comunistas albaneses —incluyendo a un joven estudiante de nombre Enver Hoxha— publica un periódico propagandístico. París comenzó a ser el punto de reunión de los comunistas albaneses, hasta que las deportaciones nazis los desbarató, luego de la ocupación alemana de Francia en junio de 1940. Enver Hoxha y otros veteranos de la guerra de España, como Mehmet Shehu, se convierten en las figuras dominantes del movimiento.
En octubre de 1941 el líder del Partido Comunista Yugoslavo, Josip Broz (Tito), envió agentes a Albania para transformar las disgregadas fuerzas comunistas en una organización monolítica de peso. Al cabo de un mes se estableció un partido comunista albanés de 130 miembros, bajo la dirección de Enver Hoxha y un Comité Central de once miembros. Al principio era un partido de poca llegada a las masas populares e incluso su organización juvenil tenía muy pocos miembros. A mediados de 1942, los líderes del partido incrementaron su popularidad al poner en marcha las instrucciones de Tito de minimizar su carácter marxista y llamar en cambio a la liberación nacional. En septiembre de 1942, el Partido Comunista Albanés organizó el llamado Movimiento de Liberación Nacional (en albanés: Lëvizja Nacional-Çlirimtare o Lëvizja Antifashiste Nacional-Çlirimtare, LANÇ), que agrupaba a varios grupos de la resistencia, incluyendo a varios no comunistas e incluso algunos anticomunistas.
Durante la guerra, el Ejército de Liberación Nacional liderado por los comunistas no tomó en cuenta las advertencias de los ocupantes italianos de que habría represalias a los ataques de la guerrilla. Por el contrario, sus líderes optaron por aprovechar el deseo de venganza de eventuales acciones represivas para obtener más seguidores a su causa. En octubre de 1942 apareció una resistencia armada nacionalista, organizada por Ali Klissura y Midhat Frasheri, quienes formaron la prooccidental y anticomunista Unión Nacional, que contaba con el apoyo de los grandes hacendados y parte del campesinado. Se oponían al regreso del rey Zog I y planteaban la creación de una república, además de la introducción de reformas económicas y sociales. Su accionar era cauteloso por temor a que los italianos realizasen represalias contra los campesinos o procediesen a la confiscación de la propiedad. De hecho, los nacionalistas Geg y los hacendados Tosk a menudo pactaron con los italianos, y después con los alemanes, para prevenir la pérdida de su riqueza y poder.
Con la caída del fascismo y la rendición de Italia en 1943, las tropas de ocupación en Albania colapsaron. La guerrilla albanesa logró diezmar a cinco divisiones italianas, lo que le permitió ganar muchos seguidores entusiasmados con el fin de la ocupación. Los comunistas tomaron el control de la mayoría de las ciudades del sur del país, excepto Vlorë, donde la Unión Nacional era muy fuerte; mientras que los nacionalistas miembros del Movimiento de Liberación Nacional dominaban el norte de Albania. La inteligencia británica trabajó en Albania durante la guerra informando a la resistencia albanesa de los planes de los aliados en los Balcanes, para lo cual era necesario que los diversos grupos coordinasen sus acciones de hostigamiento. En agosto de 1943, los aliados convencieron a comunistas y nacionalistas para que se reuniesen y formasen un Comité de Salvación para Albania encargado de coordinar las acciones militares guerrilleras.
Sin embargo, ambos bandos finalizan toda colaboración por su desacuerdo sobre el estatus de Kosovo luego de la guerra. Los comunistas apoyaban el retorno inmediato de Kosovo a Yugoslavia, confiando en que Tito la cedería posteriormente a Albania pacíficamente; mientras que los nacionalistas plantean mantener la región bajo soberanía de Albania. Los delegados acordaron que un plebiscito en la región debía decidir la cuestión, pero los comunistas pronto renegaron del acuerdo, declarando que los delegados comunistas no habían seguido las órdenes dadas por el líder del partido. Un mes más tarde, los comunistas fueron atacados por las fuerzas nacionalistas, iniciando una guerra civil que durante todo el año siguiente asolaría la zona sur del país.

### Ocupación alemana

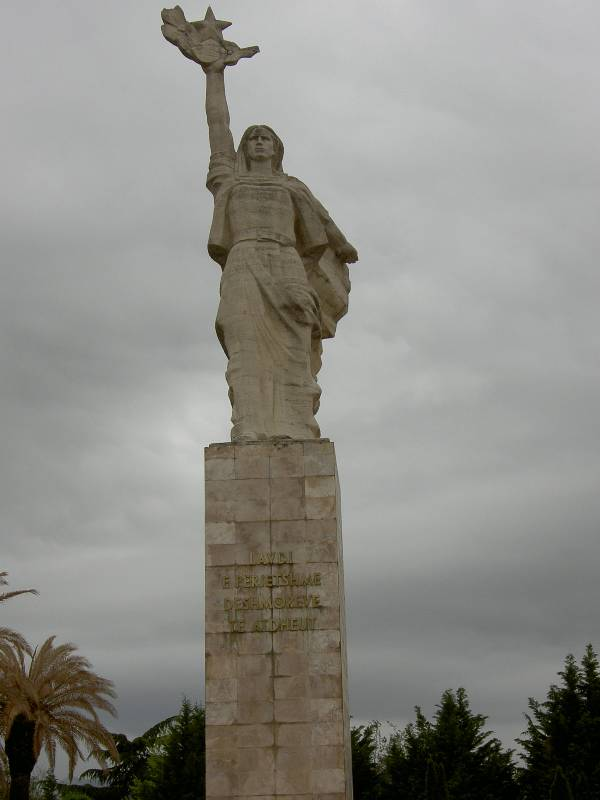
Monumento y cementerio a los partisanos en Tirana

Alemania ocupó Albania en septiembre de 1943 mediante el envío de tropas aerotransportadas a Tirana, antes de que la guerrilla pudiera tomarla. Los alemanes obligaron a las guerrillas a retirarse hacia las montañas y al sur del país y anunciaron su intención de reconocer la independencia de una Albania neutral y organizar un Gobierno, una Policía y un Ejército albaneses. Los alemanes ejercieron un control menos férreo que en otros países ocupados y, más bien, trataron de buscar a---poyo apelando a causas populares, como la permanencia de Kosovo bajo dominio de Albania. Esto provocó que algunas unidades de la Unión Nacional cooperasen con los alemanes en su lucha contra la guerrilla comunista y que varios líderes nacionalistas defendiesen ciertos aspectos del régimen proalemán. Algunos colaboradores albaneses, agrupados en la División SS Skanderberg, expulsaran a los serbios que vivían en Kosovo.
En diciembre de 1943, una tercera fuerza de resistencia —anticomunista y antialemana— apareció en las montañas del norte, conocida como Legalidad. Este grupo es liderado por Abaz Kupi, y cuenta con el apoyo de grupos guerrilleros Geg que se retiran del MLN luego de que los comunistas dejasen de apoyar la incorporación de Kosovo a Albania.
Mientras tanto, los partisanos comunistas se reagrupan y gracias al apoyo británico en armamentos, obtienen el control del sur del país en enero de 1944. En mayo del mismo año, llaman a un congreso de miembros del Frente de Liberación Nacional en Përmet, el cual elige a un Consejo Antifascista de Liberación Nacional, que actúa como un gobierno provisional albanés. Enver Hoxha es elegido jefe del comité ejecutivo de este consejo y comandante supremo del Ejército de Liberación Nacional. Para mediados de junio de 1944, los comunistas derrotan a las últimas fuerzas de la Unión Nacional en el sur del país, luego de lo cual solamente encuentran una esporádica resistencia cuando entran a la zona central y norte de Albania a finales de julio. Por su parte, la misión militar británica insta a los nacionalistas a no oponer resistencia armada al avance comunista, evacuando al líder de Legalidad, Abaz Kupi, a Italia.
En noviembre los alemanes se retiran del país y los comunistas no encuentran ningún obstáculo para tomar Tirana. Un gobierno provisional, formado un mes antes en Berat, comienza a administrar Albania con Enver Hoxha como primer ministro. Entre sus primeras directrices, Hoxha envía tropas comunistas a Kosovo para ayudar a las fuerzas de Tito a combatir a los nacionalistas albaneses. Con la retirada alemana, Kosovo es reincorporada a la república Serbia de Yugoslavia y la región de Çamëria a Grecia.
Al finalizar la guerra, Albania se encuentra en una complicada situación. Los fuertes lazos de Hoxha con los comunistas yugoslavos y el apoyo militar y diplomático de Reino unido, garantizan a Belgrado un rol importante en la política albanesa de posguerra. Cabe destacar que los aliados nunca reconocieron un gobierno albanés en el exilio o al rey Zog I, así como tampoco plantearon la cuestión de Albania o sus fronteras en ninguna de las conferencias celebradas en tiempos de guerra.
A pesar de que no existen estadísticas confiables de las pérdidas albanesas en la Segunda Guerra Mundial, las Naciones Unidas calcularon que unos 30 mil albaneses murieron, 200 pueblos fueron arrasados, 18 mil casas resultaron destruidas y casi 100.000 personas perdieron sus hogares. Sin embargo, las estadísticas oficiales albanesas señalan que las pérdidas fueron mayores.

### Socialismo en Albania
Los comunistas se movilizan rápidamente después de la Segunda Guerra Mundial para dominar a todos los enemigos políticos potenciales dentro de Albania, desarticulando el poder de los grandes hacendados del país y de la clase media; junto con aislar a Albania del resto del mundo no comunista. De esta forma, a principios de 1945 los comunistas habían liquidado, desacreditado o había forzado al destierro a la totalidad de la clase política dirigente que había existido en el período de entreguerras. El ministro de Asuntos Interiores, Koci Xoxe (un comunista pro-yugoslavo), encabeza -entre fines de 1944 y principios de 1946- los juicios y ejecuciones de cientos de políticos opositores, jefes de clanes y miembros de los anteriores gobiernos albaneses, que son condenados como "criminales de guerra". A la mayoría de sus familiares se les encarcela en campamentos de trabajo y cárceles, para luego ser enviados por décadas a granjas estatales de producción.
Los nuevos dirigentes heredan un país plagado de problemas sociales: alto nivel de pobreza, gran analfabetismo, un sistema feudal de clanes, epidemias y sometimiento de la mujer. Con el objetivo de erradicar estos problemas, los comunistas elaboran un radical proceso de reformas y modernización de la sociedad, con el cual intentan lograr la liberación social y económica del país, completando así la liberación política alcanzada en 1912. Un ejemplo de ello es que el papel tradicional de la mujer albanesa -confinada a su casa o granja- cambia radicalmente al serle otorgada la igualdad legal con el hombre y comenzar a participar activamente en todas las áreas de la sociedad.
En materia de política internacional, Albania comienza a tener fuertes roces con las potencias occidentales. El nuevo gobierno restringe la libertad de movimiento al personal estadounidense y británico en el país, bajo el cargo de que están instigando las revueltas anticomunistas en las montañas del norte. En abril de 1945 el Reino Unido anuncia que no enviará una misión diplomática a Tirana, mientras que Estados Unidos retira su misión en noviembre. Consecuentemente, ambas potencias se oponen al ingreso de Albania a la ONU. Dentro del régimen albanés, surge entonces el temor que Estados Unidos y Reino Unido apoyen las demandas griegas por territorio albanés en el sur, ya que ambas potencias prestan ayuda a las fuerzas anticomunistas en la guerra civil griega. Esta ansiedad aumenta en julio, cuando el Senado estadounidense emite una resolución de apoyo a las pretensiones griegas.
Pese a todo, el mayor incidente entre Albania y Reino Unido, surge en 1946 después de que el régimen de Tirana reclamara jurisdicción sobre el canal marítimo que existe entre el territorio albanés y la isla griega de Corfú. Los británicos desafían a los albaneses y envían cuatro destructores al canal: dos de estos buques de guerra se hunden el 22 de octubre de 1946 como consecuencia de la explosión de minas y 44 marinos británicos mueren en el incidente. Reino Unido presenta una queja ante la ONU y la Corte Internacional de Justicia de La Haya -en su primer caso- fallará en contra de Albania y le exigirá que retire todas las minas que ha colocado en el canal.
En diciembre de 1945 los albaneses eligen una nueva Asamblea Popular, pero solamente hay candidatos del Frente Democrático (comunistas) en las papeletas de votación, lo que junto al uso masivo de la propaganda y el terror, impide cualquier atisbo de oposición. Oficialmente, el 92% del electorado vota y arroja un 93% de apoyo para el frente Democrático. La Asamblea Popular se constituye en enero de 1946 e inmediatamente anula la monarquía y transforma a Albania en un "República Popular". Posteriormente y luego de varios meses de fuertes debates, la Asamblea Popular adopta una nueva Constitución, que refleja a las constituciones de URSS y Yugoslavia. En abril, los miembros de la Asamblea escogen un nuevo gobierno. El secretario general del PC, Enver Hoxha, es nombrado primer ministro, ministro de Asuntos Exteriores, ministro de Defensa y Comandante en jefe de las Fuerzas Armadas. Xoxe mantiene su cargo de ministro de Asuntos Internos y secretario organizacional del PC albanés.
Entre fines de 1945 y principios de 1946, Xoxe y otros miembros de la línea dura del PC purgan a los moderados -liderados por Sejfulla Maleshova- que han presionado para estrechar contactos con las potencias occidentales, establecer una política algo más pluralista y un retraso en la introducción de las estrictas medidas económicas comunistas hasta que la economía albanesa tuviera más tiempo para desarrollarse. Hoxha permanece en el poder, a pesar de que él mismo es partidario de restablecer relaciones con Italia, permitiendo incluso que muchos albaneses viajen a estudiar a universidades italianas.
Los comunistas también emprenden medidas económicas para afianzar su poder. Ya en diciembre de 1944, el gobierno provisional adopta leyes que permiten al estado regular el comercio nacional y extranjero, las empresas comerciales y las pocas industrias que tiene el país. Una serie de leyes permite la confiscación de las propiedades pertenecientes a los desterrados políticos y a los acusados de como "criminales de guerra"; así como las que pertenecían a alemanes o italianos. Se nacionalizan todas las empresas de transporte y se cancelan las concesiones entregadas por los gobiernos albaneses anteriores a las compañías extranjeras.
En 1946, el gobierno realiza enormes esfuerzos por instaurar el sistema estalinista de economía planificada centralmente: se nacionalizan todas las industrias, el comercio exterior se transforma en un monopolio estatal, casi todo el mercado interno está bajo control del Estado y se prohíben las ventas y/o transferencias de tierras. Los miembros de la recién creada Comisión de la Planificación Económica, ponen énfasis en el desarrollo industrial y en 1947 el gobierno introduce el sistema soviético de contabilidad y costo.
En materia agraria, en agosto de 1945 el entonces gobierno provisional toma las medidas iniciales de la primera reforma agraria en la historia albanesa. Los 100 grandes dueños de tierra del país, que controlan el 33% de la tierra cultivable de Albania, habían frustrado todo intento de reformas antes de la Segunda Guerra Mundial. Las medidas de los comunistas apuntaron a sacar a estos hacendados de la agricultura, apoyando al campesinado e incrementando su rendimiento para paliar el hambre. Con esto en mente, el gobierno comunista anula las deudas agrícolas existentes, se les concede agua barata para la irrigación y se nacionalizan los bosques y las tierras de pastoreo. Bajo la ley de Reforma Agraria -que redistribuye casi la mitad de la tierra cultivable del país- el gobierno confisca las propiedades cuyos propietarios están ausentes del país y de aquellos que no dependen de la agricultura para sobrevivir. Se permite a los pocos campesinos dueños de maquinaria agrícola, mantener cuarenta hectáreas de terreno; las instituciones religiosas y los campesinos que no tengan maquinaria agrícola, quedan limitados a veinte hectáreas; en tanto que los campesinos de las tierras bajas y aquellos campesinos dueños de pequeñas haciendas, quedan reducidos a cinco hectáreas, pero pagando una compensación nominal. De esta forma las diminutas granjas productivas reemplazaron a las grandes haciendas en todo el país, lo que a mediados de 1946 se traduce en que los campesinos cultivan más tierras y obtienen una producción más alta de trigo y maíz, que antes de la guerra.

### La influencia yugoslava
Hasta la expulsión de Yugoslavia del Cominform en 1948, Albania es prácticamente un satélite de su poderoso vecino, el cual no oculta sus intenciones de dominarle, al igual que lo hizo Italia entre 1925 y 1945.
En abril de 1945, el régimen comunista yugoslavo reconoce al nuevo régimen albanés. En julio del año siguiente, Albania y Yugoslavia firman un tratado de amistad y cooperación, al que rápidamente siguieron una serie de acuerdos técnicos y económicos, que buscan crear las condiciones para la integración de ambas economías. Los pactos prevén la coordinación de los planes económicos de ambos estados, la estandarización de los sistemas monetarios y la creación de un sistema común de precios y mercaderías. Tan estrecha es la relación con Yugoslavia, que el idioma serbocroata comienza a ser enseñado en las escuelas secundarias albanesas; así como numerosos consejeros yugoslavos empezaron a trabajar en las oficinas gubernamentales y en el ejército albanés.
Al final de la guerra, Albania está desesperada por ayuda extranjera y cerca de 20 mil toneladas de granos yugoslavo le permiten superar en parte la grave crisis alimenticia. También recibe una ayuda monetaria de US$26.3 millones de parte de naciones Unidas; sin embargo, la gran esperanza para el desarrollo y la inversión del país, es sin duda Yugoslavia. Por su parte, el régimen de Tito ve claramente que invertir en Albania es invertir en el futuro de la propia Yugoslavia. Numerosas compañías binacionales son creadas en las áreas de la minería, ferrocarriles, del comercio internacional y en la producción de petróleo y electricidad. Por otro lado las inversiones yugoslavas permiten la construcción de importantes industrias, lo que sumado a que Yugoslavia paga a Albania casi el triple del precio mundial por algunas materias primas, ayudan a sostener a la economía albanesa.
Las estrechas relaciones entre ambos países, sin embargo declinan cuando los albaneses comienzan a reclamar que los yugoslavos pagan poco por sus materias primas y que las compañías binacionales son meros instrumentos de explotación en favor del régimen de Belgrado. Además, el gobierno albanés busca la inversión para desarrollar una industria nacional mediana, mientras que los yugoslavos insisten en que los albaneses deben concentrarse en la agricultura y en la extracción de materias primas. La cabeza de la Comisión de Planificación Económica de Albania y uno de los aliados de Hoxha, Nako Spiru, se convierte en el principal crítico de los esfuerzos yugoslavos por ejercer el control económico sobre Albania. El líder yugoslavo Josip Broz (Tito), desconfía de Hoxha y otros intelectuales del partido comunista Albanés y -a través de Xoxe y sus seguidores- intenta sacarlos del poder.
En 1947, los líderes yugoslavos inician una fuerte campaña contra los comunistas antiyugoslavos albaneses, en la que se incluyen el propio Hoxha y Spiru. En mayo, Tirana anuncia el arresto, juicio y condena de nueve miembros de la Asamblea Popular -todos conocidos antiyugoslavos- bajo los cargos de "actividades antiestatales". Un mes más tarde, el comité central del Partido Comunista de Yugoslavia acusa a Hoxha de tomar políticas "independientes" y de estar volviendo al pueblo albanés en contra de Yugoslavia. Casi al mismo tiempo, Belgrado intenta ganar apoyo al interior del PC albanés concediendo un crédito de US$40 millones a Albania, lo que representa casi el 58% del presupuesto nacional de Albania para 1947.
En septiembre de 1947, las emergentes "Repúblicas Populares" de Europa del este se reúnen para crear el Cominform, pacto económico al cual Albania no es invitada, lo que resalta la insignificancia que tiene en el mundo comunista. En esta ocasión, Yugoslavia representa los intereses albaneses en las reuniones constitutivas. Aunque URSS le da a Albania ayuda para construir industrias textiles, azucareras y otras; así como maquinaria industrial y agrícola, Stalin le manifiesta a Milovan Djilas -un alto miembro de la diligencia yugoslava- que Yugoslavia debería "tragarse" a Albania.
Hacia fines de 1947 las relaciones entre ambos países siguen empeorando, especialmente después de que la comisión dirigida por Spiru desarrollara un plan económico que enfatiza los aspectos de la autosuficiencia, la industria ligera y la agricultura tecnificada. El gobierno yugoslavo se queja amargamente del plan y consigue que Spiru sea fuertemente criticado dentro del PC albanés, lo que le vale perder todo apoyo en la dirigencia y le empuja hacia el suicidio.
En 1948, la facción pro-yugoslava del PC albanés toma firmemente el control del poder político. En el pleno del partido, entre febrero y marzo, los líderes comunistas votan favorablemente por la unión de las economías y de los ejércitos de Albania y Yugoslavia. En esta ocasión, Hoxha incluso denuncia al fallecido Spiru como el causante de estropear las buenas relaciones con Yugoslavia. A fines de abril, durante el desarrollo de una reunión del Politburó del PC albanés, Xoxe propone ofrecer al régimen de Belgrado que Albania sea admitida como la séptima república de la Federación Yugoslava.
Sin embargo, cuando el 28 de junio el Cominform expulsa a Yugoslavia, Albania cambia rápidamente su política hacia su vecino. Este movimiento salva ciertamente a Hoxha de caer en desgracia y condena claramente el futuro político de Xoxe. El 1 de julio de 1948, el gobierno albanés informa a los consejeros yugoslavos que disponen de 48 horas para abandonar el país, rompe todos los acuerdos económicos con Yugoslavia e inicia una fuerte campaña propagandística anti-yugoslava, en la cual Stalin es un héroe nacional, Hoxha un guerrero contra la agresión extranjera y Tito un monstruo imperialista.
Albania entra en la órbita soviética y en septiembre de 1948, URSS comienza a compensar las pérdidas dejadas por la falta de ayuda yugoslava. El cambio resulta ser muy ventajoso para Albania, ya que la ayuda soviética es más voluminosa y menos costosa en términos políticos. El hecho de no tener fronteras comunes, también agrada al régimen albanés, ya que esto hace más difícil para Moscú ejercer una fuerte presión sobre Tirana.
En noviembre, durante el primer congreso del Partido Albanés de los Trabajadores (PAT) -rebautizado a instancias de Stalin- Hoxha pide castigo contra Xoxe y los miembros del partido pro-yugoslavos o "titoistas". Un mes antes, Hoxha ya había removido a Xoxe de su cargo de ministro de Asuntos Internos y lo había reemplazado por Mehmet Shehu. Después de un juicio secreto, Xoxe es condenado y ejecutado el 11 de junio de 1949. Esta purga anti-titoista significa la muerte de 14 miembros del Comité Central del PAT, de un total de 31; así como 32 de los 109 diputados de la Asamblea Popular. En total, el 25% de los miembros del PAT son expulsados. A esta política, Yugoslavia responde con una virulenta propaganda, cancela su tratado de amistad con Albania y en 1950 retira su misión diplomática de Tirana.
En febrero de 1949 -en medio de la purga antiyugoslava- Albania se incorpora a la organización comunista internacional encargada de coordinar la planificación económica de sus miembros, llamada Consejo para la Mutua Asistencia Económica (COMECON), lo que inmediatamente le significa firmar acuerdos de comercio con Polonia, Checoslovaquia, Hungría, Rumania y URSS. Cientos de técnicos de estos países comunistas, así como consejeros militares soviéticos comienzan a llegar al país y URSS también inicia la construcción de una instalación militar submarina en la isla de Sazan.
Este mismo año, los líderes albaneses -deseosos de congraciarse con Stalin- implementaron nuevos elementos del sistema económico estalinista en Albania. El principal y más importante son las herramientas básicas del sistema fiscal soviético, bajo el que las empresas estatales pagan contribuciones directas de sus ganancias a la tesorería y guardan sólo una porción autorizada para las inversiones autofinanciadas y otros propósitos. 
En materia de política exterior, luego del rompimiento con Yugoslavia, Albania y Bulgaria eran los únicos países que la URSS podía utilizar para enviar material de guerra a los guerrilleros comunistas griegos; lo que en definitiva es un pequeño valor estratégico para la URSS, potencia que comienza a desarrollar la tecnología nuclear.

## Período 1950-1985
Absolutamente comprometido con la órbita soviética, el gobierno albanés lanza en 1951 su primer Plan Quinquenal, el cual enfatiza la explotación de las materias primas industriales (petróleo, cobre, níquel, carbón); el aumento en la producción agrícola y de electricidad -esta última paralelamente con la construcción de una red nacional de distribución eléctrica- y un mejoramiento en los sistemas de transportes. Después del Segundo Congreso del PAT, el régimen comenzó un programa de industrialización acelerada y una campaña de colectivización forzada del campo en 1955. En este año, las granjas privadas todavía producen cerca del 87% del total de productos agrícolas del país, pero para 1960 ese mismo porcentaje proviene de las granjas colectivas o estatales, lo que habla de la envergadura del programa de colectivización.
Desde 1946, Estados Unidos y Reino Unido comienzan a elaborar un plan cuyo objetivo es derrocar al régimen comunista de Albania, mediante el apoyo a los anticomunistas y realistas dentro del país. A lo largo de 1949, ambas potencias occidentales trabajan con el Rey Zog I y los seguidores de su guardia personal. En conjunto reclutan a refugiados y emigrados albaneses de Egipto, Italia y Grecia. Este grupo recibe entrenamiento en Chipre, Malta y Alemania Occidental, para luego ser infiltrados en Albania. Estas unidades guerrilleras entran al país en 1950 y 1952, pero las fuerzas de seguridad albanesas les dan muerte o los toman prisioneros a casi todos ellos. Kim Philby, un doble agente soviético que trabaja como funcionario de enlace entre el servicio secreto británico y la CIA estadounidense, entrega los detalles de las operaciones a Moscú, filtración que cuesta la vida de 300 infiltrados anticomunistas.
A partir de 1950, una ola de actividad subversiva -incluyendo la fallida infiltración y el atentado contra la embajada soviética en marzo de 1951- llevan al régimen albanés a decretar medidas de seguridad interna más represivas. En septiembre de 1952, la Asamblea Popular promulga un código penal en el cual se aplica la pena de muerte para cualquier persona mayor de 11 años encontrada culpable de conspirar contra el estado, perjuicio a la propiedad estatal o comprometido con el sabotaje económico.
Entre 1949 y 1953 -que serían los últimos años de vida de Stalin- las relaciones entre Albania y URSS permanecen muy estrechas, a pesar del hecho que el país balcánico es una pesada obligación económica para la URSS. Todo el comercio exterior albanés se destina a los países comunistas europeos, de lo cual la mitad es hacia la URSS. Esta última, junto a sus satélites, cubren los déficits producidos en la balanza de pagos de Albania, mediante concesiones a largo plazo.
A pesar de estar lejos de los estándares de Europa occidental, la salud y la educación mejoran sustancialmente para los 1,2 millones de albaneses a principios de la década del '50. El número de doctores se incrementa en tres veces, llegando a existir 150 médicos (aunque la proporción doctor/pacientes permanece inaceptable para la mayoría de las normas occidentales) y el Estado abre nuevos centros para el entrenamiento de médicos. El número de camas de hospital sube de 1.765 en 1945 a 5.500 en 1953. Esta mejora en las condiciones de salud y de vida provoca un descenso en la mortalidad infantil, la que pasa de 112,2 niños muertos por cada mil nacidos vivos en 1945, a 99,5 por cada mil en 1953. 
El sistema educacional -considerado por todos los regímenes políticos como una herramienta propagandística- también mejora sustancialmente. El número de escuelas, profesores y estudiantes se duplica entre 1945 y 1950; lo que se traduce en un descenso del analfabetismo que pasa de un 85 por ciento en 1946 a un 31 por ciento en 1950. Por otra parte, URSS mantiene becas para los estudiantes albaneses en sus universidades y provee de especialistas y material de estudio para mejorar la instrucción en Albania. La Universidad Enver Hoxha de Tirana es fundada en 1957 y la Academia Albanesa de Ciencias abre su puertas en 1972. A pesar de estos avances, la educación en el país es afectada por las restricciones a la libertad de pensamiento. Por ejemplo, las instituciones de educación tenían escasa influencia en la elaboración de sus propios planes de estudios, métodos de enseñanza o administración.
Cuando Stalin muere en marzo de 1953, ni Hoxha ni Sheshu viajan a su funeral, al parecer temiendo que el fallecimiento del líder soviético animara a sus rivales al interior del Partido. El posterior acercamiento de la dirigencia soviética hacia Yugoslavia, enoja a los dos líderes albaneses. Pronto, el régimen de Tirana se ve fuertemente presionado por Moscú para copiar, al menos formalmente, el nuevo modelo soviético de dirigencia colectiva.
En julio de 1953, Hoxha entrega los ministerios de Defensa y Asuntos Exteriores a dirigentes fieles a su línea, pero él se mantiene como líder del PAT y primer ministro hasta 1954, cuando Sheshu asume este último cargo. 
A pesar de algunas expresiones iniciales de entusiasmo, Hoxha y Shehu comienzan a desconfiar de los programas de "Coexistencia Pacífica" y "Diferentes Caminos hacia el Socialismo" llevados a cabo por el líder soviético, Nikita Jrushchov, porque ellos aparecen como un incentivo a que Yugoslavia vuelva a tomar el control sobre Albania. También se alarman por la posibilidad de que URSS pudiera preferir a gobernantes menos dogmáticos en Albania. En diciembre de 1953, el régimen albanés accede a reanudar relaciones diplomáticas con Yugoslavia, pero Hoxha se niega a las reiteradas peticiones soviéticas de rehabilitar póstumamente al pro-titoista Xoxe, como un gesto hacia el líder yugoslavo. En cambio, el dúo de líderes abandona la propaganda anti-yugoslava y concentra todos su esfuerzos en mantener y afianzar su influencia en la vida doméstica albanesas.
En 1955 Albania se convierte en miembro fundador de la Organización del Tratado de Varsovia, popularmente conocido como Pacto de Varsovia, que es la única alianza militar -en toda su historia- en la que el país participa. Aunque el pacto representa la primera promesa concreta que Albania obtiene de los países comunistas para defender sus fronteras, la alianza no hace nada para suavizar la profunda desconfianza de los líderes albaneses respecto de Yugoslavia.
Luego del XX Congreso del PCUS de 1956, cuando Jrushchov denuncia los crímenes cometidos por Stalin, Hoxha y Sheshu utilizan el profundo miedo a la dominación yugoslava arraigado en los albaneses, para mantenerse en el poder después del desprestigio del estalinismo a nivel mundial. De hecho, Hoxha defiende a Stalin y culpa a la "herejía titoista" de todos los problemas que sufre el comunismo mundial, incluyendo los disturbios en Polonia y la rebelión húngara de 1956. 
Implacablemente, Hoxha purga al PAT de todos los miembros que manifiestan inclinaciones prosoviéticas y pro-yugoslavas, pero después de un viaje a Moscú en abril de 1957, bajó el tono de su retórica anti-yugoslava. En ese viaje, consigue cancelar parte importante de su deuda externa, además de la obtención de préstamos que en total ascienden a unos US$105 millones y otro por US$7,8 millones en asistencia alimentaria. Sin embargo, en 1958 Hoxha vuelve a quejarse del "fascismo" de Tito y del "genocidio" cometido contra los albaneses en la provincia yugoslava de Kosovo. También muestra su desacuerdo sobre un plan del COMECON de integrar a las economías europeas orientales y en el cual Albania debe proveer productos agrícolas y minerales, en lugar de dar énfasis al desarrollo de la industria pesada. Durante su visita de 20 días a Albania en 1959, Jrushchov informa que trató de convencer a los líderes albaneses de que su país debería aspirar a convertirse en el "huerto" del socialismo.

### La alineación con China
A pesar de su insignificancia dentro del mundo comunista, Albania jugará un papel importante en el conflicto ideológico chino-soviético que se avecina. Hacia 1958 Albania concuerda con China en su oposición a la "coexistencia pacífica", la desestalinización y la opción "yugoslava hacia el socialismo", basada en la descentralización de la vida económica. Hay que recordar que los países del bloque soviético y URSS, siguen entregando importante ayuda económica a Albania e incluso los líderes soviéticos se comprometen a la construcción de un gran Palacio de la Cultura en Tirana como un símbolo de "amor y amistad" del pueblo soviético hacia los albaneses. A pesar de estos gestos, la dirigencia albanesa no está satisfecha con la política económica de Moscú hacia Albania. Aparentemente en mayo o junio de 1960, Hoxha y Sheshu deciden que Albania tiene asegurado el apoyo chino, ya que están abiertamente a su lado cuando se inicia la fuerte disputa ideológica entre el gigante asiático y URSS.Ramiz Alia -en estos años candidato a miembro del Politburó- juega un importante papel en esta retórica, ya que es el consejero de Hoxha en cuestiones ideológicas.
La disputa sino-soviética hace erupción en junio de 1960 durante el desarrollo del congreso del PC rumano, donde Jrushchov pide una condena conjunta de China. La delegación albanesa, la única entre las delegaciones europeas, apoya a China. Inmediatamente, URSS busca desquitarse iniciando en agosto de 1960 una campaña para alejar del poder a Hoxha y Sheshu: corta las entregas de grano a Albania en pleno período de sequía y la embajada soviética en Tirana apoya abiertamente a la facción prosoviética del PAT para que hable en contra de la postura de apoyo a China. Aparentemente, URSS también se involucra en una conspiración dentro del PAT para sacar a Hoxha y Sheshu, mediante la fuerza. Sin embargo, el firme control de la maquinaria del partido, el ejército y la policía secreta (Drejtorija e Siguimit te Shtetit, popularmente conocida como Sigurimi) que entre ambos tienen, logra frenar la amenaza. Como saldo, cinco líderes prosoviéticos son finalmente juzgados y ejecutados.
Pronto, China se encarga de reemplazar el envío de granos soviéticos suspendidos, a pesar de sus propios problemas económicos internos. Durante la conferencia mundial de partidos comunistas, realizada en Moscú en noviembre de 1960, nuevamente Albania se pone de lado chino, cuando ataca la manera en que la URSS está llevando el movimiento comunista. Concretamente, Hoxha acusa a Jrushchov de apoyar las reclamaciones de Grecia en el sur de Albania, sembrar la discordia en el PAT y en el ejército albanés y usar el chantaje económico. "Las ratas soviéticas pudieron comer, mientras el pueblo albanés estaba hambriento", acusa Hoxha refiriéndose a entrega de granos deliberadamente retardada por Moscú. Los líderes comunistas leales a la URSS califican la alocución de Hoxha como "gansteril" e "infantil", extinguiendo cualquier posibilidad de acuerdo entre Tirana y Moscú. Al año siguiente Albania juega el papel de "apoderado" de China, cuando los partidos comunistas prosoviéticos, renuentes a enfrentar directamente a China, critican a Pekín atacando a Albania. Por su parte, el régimen comunista chino da gran importancia a los ataques ideológicos albaneses contra URSS y Yugoslavia, a los cuales Tirana se refiere como "infiernos socialistas".
Hoxha y Sheshu continúan sus ataques contra la URSS y Yugoslavia durante el desarrollo cuarto congreso del PAT, en febrero de 1961. Durante el congreso, el gobierno anuncia los objetivos generales del tercer Plan Quinquenal (1961-65), el cual asigna el 54 por ciento de toda la inversión a la industria, rechazando el deseo de la URSS de hacer de Albania un país productor agrícola. Moscú responde con la cancelación de los programas de ayuda y líneas de créditos para Albania, pero nuevamente China viene a su rescate. Después de otro fuerte intercambio de acusaciones entre los delegados soviéticos y chinos sobre Albania, en octubre de 1961, Jrushchov censura a la dirigencia albanesa por ejecutar a una mujer embarazada, miembro prosoviética del politburó del PAT, y finalmente decide romper relaciones diplomáticas con Albania en diciembre de 1961.
Ello significa el retiro de todos los técnicos y asesores económicos soviéticos del país, incluyendo aquellos que trabajaban en la construcción del Palacio de la Cultura y detiene los embarques de suministros y partes para equipos ya instalados en Albania. Además, URSS sigue desmantelando sus instalaciones navales en la isla de Sazan, proceso que se había iniciado antes del quiebre de las relaciones diplomáticas.
Nuevamente China compensa a Albania por la pérdida del apoyo económico soviético, aportando casi el 90 por ciento del material que URSS había prometido. Los chinos prestan dinero en términos más favorables que los soviéticos y a diferencia de éstos, los técnicos chinos reciben la misma paga que los trabajadores albaneses y viven en condiciones similares. Además, China facilita a Albania una poderosa estación de radio, mediante la cual el régimen albanés divulga las consignas de Stalin, Hoxha y Mao durante varios años en la región de los Balcanes. Por su parte, Albania ofrece a China ser "cabeza de playa" para sus productos en Europa y su representante en las Naciones Unidas.
Para desaliento de Albania, los equipos y técnicos chinos no son tan sofisticados, ni avanzados como los soviéticos. Irónicamente, la barrera del lenguaje entre los técnicos chinos y albaneses se supera hablando en ruso. Para principios de los 60 los albaneses ya no toman parte en las actividades del pacto de Varsovia, ni en los acuerdos del Comecon. Pese a todo, los otros países comunistas europeos no rompen relaciones diplomáticas o comerciales con Albania.
El alejamiento de la URSS provoca estragos en la economía albanesa, ya que la mitad de sus importaciones y exportaciones estaban dirigidas hacia la URSS y sus aliados europeos. Esto trae como consecuencia el casi colapso del mercado externo albanés, pues China se muestra incapaz de entregar equipos y maquinaria a tiempo. La baja productividad, la planificación errática, la pobre habilidad y la ineficiencia en el manejo de las empresas albanesas, queda de manifiesto claramente cuando se retiran los técnicos soviéticos y la ayuda del bloque comunista europeo. Durante 1962 el gobierno introduce un austero programa, apelando a la población a conservar los recursos, a la reducción de los costos de producción y al abandono de las inversiones innecesarias. 
En 1964, los albaneses van tan lejos en su confrontación con la URSS, que se apropian de la vacía embajada soviética en Tirana, mientras que los trabajadores presionan para construir allí el postergado Palacio de la Cultura.
En octubre de 1964, Hoxha celebra la salida de Jrushchov del poder y los nuevos líderes soviéticos envían señales positivas al régimen de Tirana. Sin embargo, pronto queda claro que la nueva dirigencia soviética no tiene intenciones de cambiar sus políticas para satisfacer a Albania, por lo que las relaciones bilaterales no mejoran. Por años, la propaganda albanesa continuará refiriéndose a los soviéticos como "traidores revisionistas" y "traidores del comunismo".
En 1965 Hoxha declara que los términos en los cuales su régimen aceptaría una reconciliación con URSS son una disculpa soviética a Albania e indemnizaciones por el daño y los perjuicios infligidos al país. Las relaciones entre ambos países continuaron deteriorándose, luego de que el Pacto de Varsovia invadiera Checoslovaquia en 1968, a lo cual Albania responde retirándose oficialmente de la alianza. Inmediatamente, el gobierno siembra el territorio de búnkers en previsión de una invasión del bloque soviético. Se calcula que unas 300 mil piezas en forma de iglú y fortines tapizan el subsuelo albanés.
En materia de política interna, los líderes albaneses se sienten amenazados su poder a mediados de los '60 por varios factores: una creciente y poderosa burocracia, la disciplina del partido se ha corroído, las personas se manifiestan en contra de la mala situación económica y la baja calidad de los productos y los escritores y artistas muestran ciertos desvíos de la ortodoxia marxista preconizada por Hoxha. Como resultado -y siguiendo el ejemplo de la Revolución Cultural de Mao en China- Hoxha lanza su propia revolución cultural e ideológica. El líder albanés se concentra en reformar el ejército, la economía y la burocracia estatal; así como crear nuevos apoyos para el sistema estalinista. De partida, se eliminan los rangos militares, reintroduce los "comisarios políticos" en el ejército y se renuncia al profesionalismo de las fuerzas armadas. Para enfrentar la "mentalidad de cuello blanco" las autoridades recortan a la mitad los sueldos de los altos y medianos oficiales y se obliga a los administradores y especialistas a trabajar en las fábricas o al campo. Se eliminan seis ministerios para reducir la burocracia, incluyendo el Ministerio de Justicia; se amplía la colectivización del campo hasta las regiones montañosas más remotas; se ataca a los escritores y artistas disidentes; se reforma el sistema educacional y en general se aísla al país de las influencias culturales europeas, en un esfuerzo por mantener la "pureza ideológica".
En 1967 las autoridades dirigen una violenta campaña para eliminar la vida religiosa en Albania, declarando que la religión tiene dividida a la población y es un factor de atraso para el país. Grupos de agitadores (al estilo de los Guardias Rojos chinos) recorren el campo forzando a los albaneses a abandonar las prácticas de su fe. A pesar de los reclamos -incluso de miembros del PAT- todas las iglesias, mezquitas, monasterios y otras instituciones religiosas son cerradas y convertidas en almacenes, graneros, gimnasios, escuelas o talleres, a fines de año. Un decreto especial deroga las cláusulas constitucionales mediante las cuales las comunidades religiosas habían operado en el país. La campaña termina con el anuncio de que Albania es el primer estado ateo del mundo, hecho que es considerado por los propios líderes albaneses como uno de los principales éxitos de Enver Hoxha.

### Ruptura con China y autarquía
Las relaciones albano-chinas se estancan en los años '70, especialmente cuando la potencia asiática comienza a salir del aislamiento y su dirigencia re-estudia sus relaciones con la pequeña Albania. Previsoramente, el Gobierno albanés empieza a ensanchar sus contactos con el mundo exterior: Albania inicia negociaciones comerciales con Francia, Italia y los recientes estados independientes de África y Asia; así como normaliza sus relaciones con Yugoslavia y Grecia en 1971. Los líderes albaneses condenan el establecimiento de relaciones entre China y Estados Unidos a principios de los '70 e incluso sus medios de comunicación -siempre atentos a lo que sucede en China- ignoran el histórico viaje del Presidente estadounidense, Richard Nixon a Pekín, en 1972. 
Albania trabaja entonces activamente por reducir su dependencia de China, diversificando su comercio y mejorando las relaciones diplomáticas y culturales con otros países, especialmente de Europa occidental. A pesar de ello, el país no participa en el Consejo para la Seguridad y la Cooperación en Europa (OCSE) y es el único país europeo que se niega a tomar parte en la Conferencia de Helsinki, de julio de 1975. Al poco tiempo de la muerte de Mao en 1976, Hoxha critica a la nueva dirigencia china, así como la política pragmática de Pekín hacia Estados Unidos y Europa occidental. China enfurece a Albania cuando en 1977 invita al líder yugoslavo, Josep Broz a Pekín; y en 1978 termina con todos los programas de ayuda para el país balcánico, lo que deja a Albania sin un "protector" externo.
Orgullosamente, el régimen de Hoxha rechaza los llamados de Estados Unidos y URSS para normalizar relaciones. En cambio, expande sus lazos con Europa occidental y las naciones en vías de desarrollo, enfatizando el principio de autosuficiencia como la clave para el desarrollo económico del país. Sin embargo, las cautas aperturas de Hoxha hacia occidente, alientan el surgimiento de corrientes renovadoras dentro del PAT. El deterioro de la salud del dictador posibilita una relajación en los controles del partido y aparece una mayor franqueza para tratar los problemas internos. En respuesta, Hoxha lanza una serie de purgas que sacan de sus cargos a varios militares de alto rango y al ministro de defensa. En 1979, Hoxha remueve de sus cargos a los responsables de la economía y los reemplaza por dirigentes más jóvenes del partido.
Paralelamente, el líder albanés comienza a prepara su sucesión en el poder. Se esfuerza en institucionalizar sus políticas y de esta manera espera frustrar cualquier esfuerzo de sus sucesores por desviarse del camino estalinista que él ha elegido para Albania. En diciembre de 1979 Albania adopta su segunda constitución estalinista en la cual se garantiza la libertad de los albaneses de discurso, de prensa, organización, asociación y asamblea, pero subordina estos derechos a los deberes del individuo para con la sociedad en su conjunto. También se consagra como ley la idea de la autosuficiencia o autarquía y prohíbe al gobierno buscar ayuda financiera, créditos o formar compañías binacionales con países "capitalistas o revisionistas comunistas". En el preámbulo de esta nueva Constitución se alardea que los "fundamentos de creencias religiosas han sido abolidos en Albania".
En 1980 Hoxha nombra a Ramiz Alia como su sucesor en la dirección del PAT, pasando por alto las pretensiones de Mehmet Shehu, su compañero desde los tiempos de la Segunda Guerra Mundial. Primero, Hoxha trata de convencer a Shehu para que deje el poder voluntariamente, pero cuando esto fracasa pide a los miembros del Politburó del partido que lo sancionen por permitir que su hijo se casara con una mujer perteneciente a una antigua familia burguesa. Fuertemente presionado y aislado del poder, Shehu se suicida el 18 de diciembre de 1981, aunque nunca se despejan las sospechas que apuntan a que Hoxha lo habría asesinado.
Preocupado por eventuales actos de venganza, Hoxha purga a todos los miembros de la familia de Shehu y simpatizantes del PAT; así como sus seguidores en la policía secreta y el ejército. En noviembre de 1982, Hoxha declara que Shehu había sido un espía que trabajó simultáneamente para las agencias de inteligencia de Estados Unidos, Reino Unido, URSS y Yugoslavia; incluso en la preparación de un asesinato del propio Hoxha. En su libro "Los titoistas", Hoxha escribió sobre Shehu que "fue enterrado como un perro".
A principios de 1983, el dictador comienza un período de semi-retiro del poder y Alia asume la administración del país, recorriendo el país en reemplazo de Hoxha y entregando las directrices que se deben llevar a cabo por orden de Hoxha. Cuando Enver Hoxha muere el 11 de abril de 1985, deja a Albania un legado de opresión, retraso tecnológico, aislamiento y miedo hacia el mundo exterior.

## Período 1985-1992
Dos días después de la muerte de Hoxha, Ramiz Alia le sucede en la Presidencia y comienza a ser el secretario general del PAT. En otras palabras, se vuelve la figura dominante en los medios de comunicación albaneses y sus frases y eslóganes aparecen pintados en letreros por todo el país. En noviembre de 1986, se realiza el noveno congreso del PAT, en el cual Alia es consagrado como el líder indiscutido del partido y del país.
En agosto de 1987, Grecia da por terminado el estado de Guerra con Albania, que existía desde 1945. Tres meses más tarde, Albania y Grecia firman una serie de acuerdos de largo plazo.
A partir de 1989, Alia inicia una reestructura que busca corregir algunos aspectos de la economía y romper el aislamiento internacional de su país. El bienio 1989-1990 marcó la aceleración de ese proceso. Se levantan las trabas fronterizas para el turismo; el gobierno de Alia acepta realizar gestiones para reanudar las relaciones con Estados Unidos y URSS; se autorizan los cultos religiosos; se reducen de 34 a 11 las causales de pena de muerte (abolida para las mujeres) y se aprueban normas relativas a los derechos civiles.
Otras innovaciones son la admisión del derecho a la propiedad de la vivienda, la apertura a inversiones externas y que los directores de las empresas serán elegidos por voto secreto de los trabajadores.
En enero de 1990, violentas manifestaciones antigubernamentales ocurridas en la ciudad de Shkodër obligan a las autoridades a decretar el estado de emergencia para controlar la situación. En febrero de 1990, se reitera el anuncio de una amnistía a presos políticos y comunes. El secretario general de la ONU visita Albania en mayo, al mismo tiempo que el gobierno de Alia anuncia su intención de incorporarse al Consejo para la Seguridad y la Cooperación Europea (OCSE).
Durante julio, se producen en Tirana numerosas manifestaciones callejeras de jóvenes descontentos con el régimen; mientras que unos cinco mil albaneses buscan refugio en diversas embajadas. El comité central del PAT realiza sustanciales cambios en la dirección del partido y el Estado. Este mismo mes, URSS y Albania firman un protocolo para la normalización de relaciones diplomáticas.
En agosto de 1990, el gobierno abandona el monopolio del comercio exterior e inicia la apertura del país al comercio internacional. En septiembre, el presidente Alia se dirige al pleno de la Asamblea General de la ONU en Nueva York. Continuando con la apertura del país, en octubre Tirana es la sede de la Conferencia de Ministros de Asuntos Exteriores de los Balcanes, la primera reunión política internacional que se realiza en Albania desde 1945. 
En noviembre del mismo año, Alia anuncia también una revisión de la Constitución que rige desde 1976 y en diciembre se autoriza la actividad de partidos políticos independientes. En lo que va corrido del año, poco más de cinco mil albaneses han cruzado la frontera hacia Grecia a través de las montañas.
El mismo mes se anuncia la realización de elecciones generales en Albania, luego de 46 años de hegemonía comunista. Previstos inicialmente para febrero de 1991, los comicios deben postergarse hasta el 31 de marzo debido a la inestabilidad provocada por el tumultuoso éxodo a Italia de miles de albaneses. Casi dos millones de albaneses deben optar entre más de mil candidatos de once partidos políticos, ante la atenta mirada de un centenar de observadores internacionales y más de 250 periodistas extranjeros. Pese a la estrepitosa derrota de Ramiz Alia en Tirana -18 de los 19 cargos a cubrir en la capital son para el hasta entonces desconocido ingeniero Franko Karogi, del Partido Democrático de Albania (PD)-, los comunistas logran 156 de los 250 escaños. Las elecciones, que cuentan con la participación del 95% de los habilitados, otorgan al socialdemócrata 67 lugares en el Parlamento. El resto de los cargos se reparten entre sectores minoritarios. Pese a todo, el líder opositor Gramoz Pashko, asegura que demostrarán la ilegitimidad de los comicios, ya que las denuncias de fraude abundan.
En mayo de 1991, más de 300 mil trabajadores inician una huelga reclamando la renuncia del gobierno comunista y un 50% de aumento salarial. El primer ministro Fatos Nano disuelve el gobierno para buscar una alianza con sectores opositores, lo que genera duras críticas de los comunistas ortodoxos a la dirección del partido y al Presidente Alia.
En junio, el Partido Albanés de los Trabajadores (PAT), cambia de nombre y pasa a llamarse Partido Socialista, renunciando a su ideología marxista. A fines de 1991 el Partido Democrático acusa al gobierno de paralizar las reformas y retira sus ministros del gabinete. 
En pleno colapso económico, las elecciones legislativas de marzo de 1992 dan al Partido Democrático un triunfo arrollador con 92 asientos de la Asamblea Popular (65,6%); mientras que el Partido Socialista se queda con 38 asientos (22,6%). Los socialdemócratas obtienen siete asientos y el partido minoritario griego Unidad por los Derechos Humanos solamente dos asientos. La abstención alcanza al 80% de los dos millones de votantes.
El 4 de abril de 1992 Sali Berisha, líder del partido Democrático, sucede a Ramiz Alia como Presidente de Albania: gana el voto parlamentario por 96 a 35, convirtiéndose en el primer presidente no marxista desde el fin de la 2.ª Guerra Mundial. Como primer ministro, Berisha nombra a Aleksander Meksi.

## Período 1993-1996

### 1993

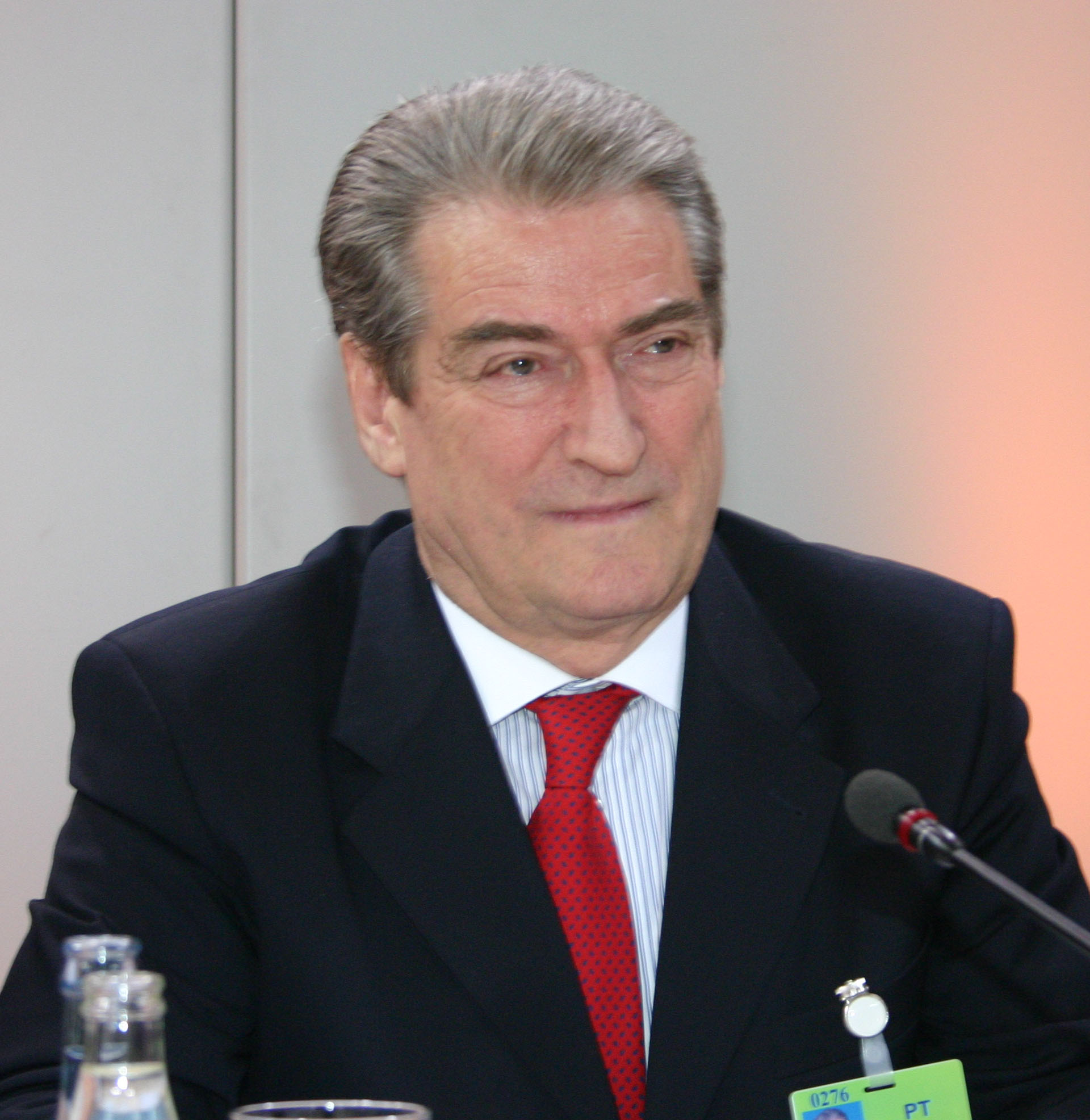
Sali Berisha.

Habiendo empezado una difícil transición desde la parálisis de la democracia ocurrida en marzo de 1992, en 1993 Albania entró en un nuevo período de post-emergencia. Una relativa recuperación económica se manifestó por la tasa de un ocho por ciento de crecimiento del Producto nacional bruto (el más alto de Europa del este), una inflación que bajó a una tasa mensual de un 1,3 por ciento y un sector agrícola que mostró una nueva vitalidad como resultado de la privatización. Este proceso de recuperación fue reconocido por organismos internacionales tales como el Fondo Monetario Internacional, el Banco Mundial y el Banco Europeo para la Reconstrucción y el Desarrollo.
Este año, el gobierno albanés desechó su cauta manera de solucionar los problemas económicos y pasó a desarrollar un programa más activo para estabilizar la economía. La gran cantidad de población desempleada, el alto costo de la vida y la lenta tasa de inversión extranjera fueron los mayores problemas.
La situación económica de Albania permaneció incierta y el país todavía tuvo que confiar en la ayuda extranjera para asegurar la realización exitosa del complejo proceso de reforma. No obstante, el período de total dependencia de la ayuda extranjera de emergencia, dio paso gradualmente a una situación en la que la inversión extranjera comenzó a ser atraída por las condiciones del país y afloraron los primeros indicios de una cooperación económica entre Albania y el resto del mundo.
El líder comunista, Ramiz Alia, junto a casi todos los miembros del antiguo Politburó (entre ellos Naxhmija Hoxha, viuda de Enver Hoxha) y el líder del Partido Socialista, Fatos Nano, estuvieron bajo arresto en 1993 esperando los resultados de las acusaciones de uso indebido de fondos públicos presentadas en su contra.
Los lazos con la Comunidad Europea y otros organismos internacionales; así como con los países cercanos, como Italia y Turquía, mejoraron sustancialmente este año. De hecho, Albania se unió a la Conferencia Islámica y manifestó interés en integrarse a la Organización del Tratado del Atlántico Norte (OTAN).
El Papa Juan Pablo II realizó en abril una histórica visita al país. Cabe recordar que el último Pontífice en viajar a Albania (en 1464) murió en el viaje de ida, por lo que en la práctica, la llegada de Juan Pablo II fue la primera de un pontífice católico al país.
Por otro lado, las relaciones diplomáticas con Grecia se deterioraron como resultado de la expulsión de un clérigo de la Iglesia Ortodoxa del territorio albanés y de la subsecuente deportación de miles de trabajadores albaneses ilegales realizada por el gobierno griego. 
Los frecuentes disparos contra ciudadanos albaneses producidos en la frontera con República de Macedonia y Yugoslavia; junto a la continua violación de los derechos humanos de la población de origen albanés en la provincia yugoslava de Kosovo, alentaron al gobierno albanés a redoblar sus esfuerzos de lograr una cooperación pacífica entre los países de la región.

### 1994
Durante 1994 la recuperación post-comunista de Albania continuó, pero con más progreso en algunas áreas que en otras. En primer lugar, las relaciones greco-albanesas siguieron deteriorándose, llegando al punto de que Grecia bloqueó los préstamos de la Unión Europea hacia Albania, impidiendo la urgente necesidad del país por integrarse a Europa.
En el ámbito local, el país no solamente detuvo el decaimiento económico, sino que logró cierto crecimiento. El producto nacional bruto creció en un ocho por ciento, la producción agrícola se incrementó en una cifra similar sobre los niveles de 1993 y la inflación continuó con su espiral de descenso. A pesar de todo lo anterior, el desempleo continuó siendo el Talón de Aquiles del país: más de 300.000 personas en edad productiva estaban desempleadas.
Un papel fundamental en el empuje de la economía albanesa durante este año, lo jugaron las remesas que los albaneses en el extranjero enviaron a sus familiares, las cuales alcanzaron la cifra de 400 millones de dólares y ayudaron a aumentar el volumen del ingreso disponible. Para la mayoría de la población las penalidades económicas y la extensión de la pobreza, siguieron siendo la norma general. Por otro lado, la deuda externa de Albania continuó creciendo y a finales de año se estimaba que superaría los seis mil millones de dólares.
El clima político era relativamente estable, pero la hostilidad entre el Gobierno y las fuerzas de oposición continuaron apareciendo. El Partido Socialista de Albania y otros grupos políticos, acusaron al Presidente Sali Berisha de volverse cada vez más autoritario. En octubre, Berisha intentó salir de un impasse constitucional, convocando a un referéndum nacional, el primero en su tipo que se realizaba en Albania. Contra todos los pronósticos, el voto de la mayoría le fue adverso y ello mantuvo el bloqueo con las fuerzas socialistas y de paso dificultó los esfuerzos albaneses de estrechar aún más los lazos con la Unión Europea.
Además, los juicios contra el actual líder socialista, Fatos nano y el exlíder comunista, Ramiz Alia, concluyeron con las sentencias de prisión contra ambos, de 12 y 9 años respectivamente.
En materia de relaciones exteriores, Albania hizo progresos considerables, a pesar de que con algunos de sus vecinos continuaron los problemas. El más importante de estos problemas se dio con Yugoslavia, con quien las relaciones poco o nada mejoraron. Sin embargo, los lazos con Bulgaria, Turquía, Macedonia e Italia se fortalecieron considerablemente.
En tanto, la situación diplomática con Grecia no solamente se mantuvo precaria, sino que tuvo un nuevo punto de fricción como consecuencia de la explosiva situación en la región. En una operación en un campo de entrenamiento militar en el cual dos conscriptos albaneses murieron, las autoridades arrestaron a cinco personas de origen griego, encontrándolas culpables de espionaje y de posesión ilegal de armas. Los acusados fueron sentenciados a penas de entre seis y ocho años de cárcel. Encolerizado por el veredicto, el gobierno griego expulsó a 70 mil de los 300 mil albaneses que residían en su territorio.

### 1995
El presidente Sali Berisha y líder del Partido Democrático (PDS), supo resistir los efectos adversos de la derrota en el referéndum de noviembre de 1994, pero todavía debió enfrentar serios problemas políticos, económicos y sociales durante este año.
Como consecuencia del impacto de la derrota de noviembre, el Partido Democrático realizó una fuerte purga política en todos los niveles del partido. Por su parte, el opositor Partido Socialista (antiguo partido comunista) dirigió todos sus esfuerzos a desalojar del poder al PDS; mientras que el gobierno se anotó notables éxitos en materia económica y de relaciones exteriores; además de una predecible victoria en las elecciones parlamentarias fijadas para marzo de 1996.
Varios medios de prensa denunciaron haber sufrido censura e intimidación y las relaciones entre los partidos políticos siguieron siendo muy tensas. La legislación aprobada en el período refleja esas tensiones. La llamada "ley de Verificación" hizo posible la discrecionalidad del gobierno en la asignación de cargos públicos a periodistas y personas de acuerdo a los informes de la Sigurimi, expolicía secreta del régimen comunista. La autoritaria ley de "Genocidio y Crímenes Comunistas" impide a notorios exdirigentes acceder a cargos públicos hasta el año 2002 y la nueva ley electoral prohibió la organización de coaliciones entre los partidos pequeños.
La admisión de Albania como el 36.º miembro del Consejo de Europa fue un gran éxito político y se produjo luego de que el país demostrara que había tenido sustanciales progresos en la implementación de reformas económicas, políticas y sociales.
Al mismo tiempo la administración estuvo bajo fuertes críticas por no permitir que el poder judicial funcionara independientemente. Sin embargo, un nuevo código y procedimiento penal entraron en vigencia en el transcurso del año, reforzando el compromiso del país por respetar los Derechos Humanos. Entre las 49 nuevas decisiones legislativas aprobadas por la Asamblea del Pueblo en 1995, destacaron las leyes de la tierra y la propiedad, las cuales afectaron positivamente el flujo de las inversiones nacionales y extranjeras, especialmente en el campo de la agricultura.
El proceso privatizador continuó, con unas 1400 pequeñas empresas privatizadas (solamente algunas medianas y grandes empresas se consideraron para este proceso). Además, los US$700 millones de deuda externa de Albania se redujeron sustancialmente. Como resultado de un acuerdo entre el país y 41 bancos acreedores occidentales, el 1 de septiembre la deuda albanesa con esas instituciones bajó de US$500 millones a US$100 millones.
En el frente doméstico, el producto interno bruto creció a una tasa estimada en un 6 por ciento, mientras que se esperaba que el déficit presupuestario fiscal se redujera a un 7 por ciento. La inflación bajó a casi un diez por ciento; la moneda nacional (el lek) se estabilizó a una media de 90 lek por dólar y el desempleo afectó a unos 260.000 albaneses, es decir, un 18 por ciento de la fuerza productiva. Esto a pesar del hecho que aproximadamente 500.000 trabajadores albaneses laboraban en el extranjero.
La agricultura, la construcción y el sector de los servicios privados registraron altas tasas de crecimiento, que se situaron en un quince, 90 y 25 por ciento, respectivamente. El sector industrial continuó siendo el eslabón más débil de la economía, con continuas pérdidas de producción. Como consecuencia, las exportaciones también sufrieron una fuerte contracción.
En materia de asuntos exteriores, continuaron los progresos, con la excepción del las relaciones con Yugoslavia. Se evidenció una ligera mejora respecto de Grecia y por primera vez en la historia se produjo un encuentro entre los líderes de Albania y Estados Unidos en septiembre. La cooperación militar entre ambos países se desarrolló rápidamente: aviones estadounidenses pudieron despegar de bases albanesas para realizar vuelos de inspección sobre Bosnia-Herzegovina; se produjeron intercambios de comisiones militares de alto nivel; se llevaron a cabo ejercicios médicos y militares conjuntos y se inició la construcción del único hospital militar de Albania.

### 1996
Las terceras elecciones parlamentarias post-comunistas, realizadas el 26 de mayo, encontraron a Albania sumida en su crisis política más profunda desde la caída del régimen comunista en 1991. El Partido Democrático obtuvo 122 de los 140 cupos de la Asamblea Nacional, pero el mismo día de la votación el Partido Socialista (ex comunista), la Alianza Democrática (centro-derecha), el Partido Socialdemócrata y el Partido de los Derechos Humanos se retiraron del proceso: la campaña electoral se efectuó con los principales líderes opositores proscriptos.
La oposición, liderada por el Partido Socialista, acusó al Presidente Sali Berisha (del Partido Democrático) de controlar la votación a través de la policía estatal y bandas partidarias y reclamó la anulación de las elecciones. El Presidente respondió que los socialistas habían organizado grupos terroristas y en las horas posteriores al acto electoral, se producen numerosas protestas y manifestaciones callejeras que son violentamente reprimidas por la policía.
Por otro lado, los observadores extranjeros enviados por Estados Unidos y la Unión Europea, confirman la existencia de fuertes presiones oficialistas durante el proceso electoral. En los meses subsiguientes, la legitimidad de estas elecciones fue blanco de permanentes críticas por parte de Estados Unidos y los países europeos, interesados en invertir en Albania. En respuesta a una recomendación del Consejo Europeo, el parlamento creó una comisión ad hoc para investigar las irregularidades y situaciones de violencia contra líderes de la oposición, a la que esta se integró en minoría.
Los partidos de oposición boicotearon todas las principales actividades relacionadas con las elecciones nacionales, dándole al Partido Democrático el control de facto sobre la Asamblea del Pueblo, el Poder Ejecutivo y el Poder Judicial. El 11 de julio se formó un nuevo gabinete, comprendiendo 16 ministerios (uno sin cartera), siete secretarías de Estado y una Secretaría General Ministerial. El nuevo y agrandado cuerpo ejecutivo tenía cuatro miembros mujeres, la representación femenina más numerosa en la historia del país.
En materia económica, el producto interno bruto (PIB) creció a una tasa de un ocho por ciento, mientras que la inflación subió a un cuatro y cinco por ciento, principalmente debido a la introducción de un impuesto de valor agregado. El desempleo bajó a un trece por ciento, lo que representaba cerca de 170.000 cesantes a nivel nacional.
La agricultura y especialmente la construcción y los sectores privados de servicios, continuaron registrando robustas cifras de crecimiento de dos dígitos. No obstante las cifras anteriores, la economía albanesa permanecía improductiva, ya que el alto crecimiento del PIB era atribuido al crecimiento de pequeños negocios y no a la industria. Por otro lado, las remesas de dinero enviadas por los albaneses residentes en Grecia, Italia, Alemania y Estados Unidos todavía constituyen una parte importante del PIB, estimada en casi un 20 por ciento de su valor total. A principios de año, Albania recibió un paquete de ayuda financiera de Estados Unidos valorado en US$100 millones.
Las relaciones con Grecia fueron mejoradas cuando una delegación griega de alto rango visitó oficialmente Albania y un número importante de acuerdos de cooperación fueron firmados. El problema entre Albania y Yugoslavia se mantuvo, aunque se permitió a los albano-kosovares viajar a Albania. Por otro lado, el país envió a 33 militares con las fuerzas de paz (dentro del contingente alemán) que la OTAN tenía en Croacia, siendo la primera vez en la historia de Albania que tropas albanesas son enviadas al extranjero.

## Período 1997-2000

### 1997
El año 1997 podría ser catalogado como uno de los más trágicos en la historia moderna de Albania: en febrero el país entró súbitamente en el caos y en marzo el orden público se quebró completamente. La tragedia fue desencadenada por el colapso del oscuro sistema piramidal de inversiones, que prometía conseguir dinero rápidamente, pero que a principios de año cinco de estos esquemas se derrumban de la noche a la mañana, dejando a un tercio de la población albanesa en la miseria.
Con una velocidad asombrosa, las instituciones militares se desvanecieron, el servicio de seguridad se disolvió y la población irrumpió en los depósitos militares para robar y apropiarse de todo tipo de armas, incluyendo fusiles de asalto Kalashnikovs y tanques. Se estima que unas 650.000 armas fueron tomadas, mientras que los muertos alcanzaron a unas 1.500 personas al final de las revueltas.
La mayor parte de la mitad sur del territorio cayó en manos de los rebeldes y bandas criminales. Más de 10 mil albaneses huyeron hacia Italia, lo que provocó una seria crisis gubernamental en este último país. Los llamados rebeldes, exigiendo la renuncia del Presidente Sali Berisha, vinieron de todos lados y Albania se convirtió virtualmente en un estado "sin Dios ni Ley". A tal grado llegó la situación que varios altos miembros y oficiales del gobierno, como el ministro de Defensa Safet Zhulali, huyeron del país.
El 2 de marzo, la Asamblea del Pueblo decretó el Estado de Emergencia. El primer ministro, Aleksander Meksi, y su gabinete compuesto por miembros del Partido Democrático, renunciaron. En su reemplazo asumió el socialista Bashkim Fano, a la cabeza de un gobierno de reconciliación nacional y las nuevas elecciones nacionales fueron convocadas para el 29 de junio.
El nuevo gobierno apela por una fuerza internacional para que le ayude a restablecer el orden en el país. A fines de marzo, el Consejo de Seguridad de la ONU aprobó el envío de una fuerza militar multinacional a Albania para vigilar la distribución de la ayuda humanitaria y mantener el orden público. Cerca de 7000 hombres de ocho países europeos, bajo la dirección de Italia, participaron en la "Operación Alba".
En las relativamente pacíficas elecciones del 29 de junio, el Partido Socialista (ex Comunista) y sus aliados obtuvieron una aplastante victoria: 65 por ciento contra el 19 por ciento del Partido Democrático. El Presidente Berisha renunció a su cargo en julio, siendo reemplazado por el antiguo profesor de física y secretario del Partido Socialista, Rexhep Mejdani, que fue elegido Presidente en julio. Se formó un nuevo gabinete multipartidario de 20 miembros (excluyendo al Partido Democrático de Berisha), con Fatos Nano -líder del Partido Socialista- como primer ministro.
En agosto, el gobierno anuncia que el ejército y la policía estatal han restablecido el orden en Vlorë y la fuerza multinacional deja el país ese mismo mes.
Por otro lado, la economía albanesa también se deterioró gravemente. El desempleo voló por sobre la marca del 25 por ciento y la inflación en julio llegó al 28 por ciento. El crecimiento del Producto Nacional, que había tenido tasas de crecimiento de entre ocho y once por ciento en los años previos, cayó por debajo del siete por ciento y la moneda nacional sufrió una devaluación de 108 a más de 150 lek por dólar.

### 1998
Durante este año, Albania continuó padeciendo de una extrema polarización política. El opositor Partido Democrático del expresidente, Sali Berisha, finalizó en marzo el boicot parlamentario que había iniciado en 1997 exigiendo la renuncia de la coalición gobernante, liderada por los socialistas.
Ignorando los llamados efectuados por la Organización para la Seguridad y la Cooperación Europea (OCSE) y el Consejo de Europa, el Partido Democrático declinó participar en la comisión parlamentaria que estaba trabajando en la redacción de un proyecto de una nueva Constitución para el país.
Por su parte, el primer ministro socialista, Fatos Nano, reestructuró su gabinete (reduciendo el número de ministros) a mediados de abril, en respuesta a las numerosas y extendidas acusaciones de ineficacia gubernamental y corrupción en su administración. En las elecciones locales del 21 y 28 de junio, la coalición gobernante continuó recibiendo el apoyo mayoritario de la población, lo que se tradujo en el triunfo en cinco municipalidad y seis comunidades más pequeñas. La oposición ganó en dos municipalidades y tres comunidades.
A fines de agosto, la policía estatal arrestó al antiguo ministro de Defensa, Safet Zhulali; al exministro del Interior, Halit Shamata; al exjefe de seguridad del estado, Blerim Cela y a otros tres antiguos oficiales del gobierno de Berisha; acusándolos de crímenes contra la humanidad, en relación con sus actuaciones en la represión de los desórdenes de 1997. El fiscal general, Arben Rakipi, acusó a los seis involucrados de haber usado desproporcionadamente la fuerza contra los civiles y de haber solicitado el uso de armas químicas, aviones y helicópteros.
Inmediatamente, Berisha llamó a sus partidarios a derrocar al gobierno "con todos los medios"; aduciendo que los arrestos mencionados, fueron motivados políticamente. El 14 de septiembre y luego la muerte de un ayudante cercano a Berisha, sus partidarios se tomaron varios edificios gubernamentales en Tirana. Pocas horas más tarde, las fuerzas gubernamentales contraatacaron y recuperaron los edificios. Al día siguiente, Berisha no tuvo más remedio que rendirse ante la presencia de dos tanques frente a la sede central de su partido y después de que el gobierno amenazara con hacer uso de la fuerza sus seguidores no deponían las armas.
El 28 de septiembre, el primer ministro y líder del Partido Socialistas, Fatos Nano, dimitió ante la presión de sus propios miembros de partido; siendo reemplazado unos días más tarde por el joven (30 años) Pandeli Majko.
El Presidente de la República, Rexhep Mejdani, promulgó el 28 de noviembre la ley que puso en vigencia la primera Constitución albanesa de la era post-comunista.
En materia de política exterior, la guerra civil que estalló en febrero en la provincia yugoslava de Kosovo entre la policía serbia y el separatista Ejército de Liberación de Kosovo, provocó la huida de unos 13 mil albano-kosovares hacia territorio de Albania. A lo largo del año, el ministerio de Relaciones exteriores de Albania acusó a Yugoslavia de repetidas violaciones de su frontera, situaciones que incluyeron varios tiroteos y pequeños enfrentamientos armados entre miembros de las fuerzas armadas de ambos países. Albania también acusó a Yugoslavia de estar cometiendo una matanza contra la población de origen albanés en Kosovo y solicitó la intervención militar de la OTAN en el conflicto, para frenar la lucha.

### 1999
Los acontecimientos en Albania durante este año estuvieron determinados por la guerra que se libró en la vecina provincia yugoslava de Kosovo. En el período de 78 días en que las fuerzas de la OTAN bombardearon Yugoslavia (de marzo a junio), cerca de 450 mil de los 750 mil kosovares que fueron expulsados por las fuerzas yugoslavas de su territorio, fueron a dar a Albania. Esta cifra constituye casi el 15 por ciento de la población total de Albania, por lo que se comprenderá el impacto social que produjo este hecho.
Las hostilidades transformaron a Albania en un punto clave para el teatro de operaciones de las agencias de ayuda internacionales (Cruz Roja, Médicos Sin Fronteras, etc) y para las fuerzas de la OTAN en Albania (llamada KFOR), la cual lanzó una operación de ayuda humanitaria ante la avalancha de refugiados que se produjo. Además, bajo el alero de la campaña aérea de la OTAN, las fuerzas de Estados Unidos desplegaron 24 helicópteros antitanque Apache y piezas de artillería de largo alcance en el norte de Albania, junto a la frontera con Yugoslavia. 
Las regiones fronterizas del norte (Kükes y Tropojë) fueron las que soportaron el impacto más fuerte de la llegada de los refugiados y de las operaciones militares. La asistencia y el traslado de estas personas a otras zonas del país, provocaron inmensas dificultades logísticas para el Alto Comisionado para los Refugiados de la ONU y otras agencias internacionales. La zona también experimentó constantes incidentes fronterizos entre las tropas yugoslavas y las fuerzas del Ejército de Liberación de Kosovo, que contaban con bases de apoyo dentro de territorio albanés y que afectaron a los pueblos albaneses cercanos a la frontera. Una vez que la lucha disminuyó, esta área fronteriza quedó abundantemente regada de minas terrestres antipersonales. 
La llegada de las tropas de la OTAN a Kosovo el 12 de junio y el fin de la lucha en esta provincia yugoslava, internamente posibilitó el retorno a la vida política albanesa del Partido Democrático, después de 10 meses de boicotear el funcionamiento de la Asamblea Popular como consecuencia del asesinato del delegado del PDS, Azrem Hajdari, en septiembre de 1998. En el congreso extraordinario del partido (17 de julio), su líder Sali Berisha, declaró que el fin del boicot político era un gesto de gratitud hacia Estados Unidos por su ayuda y compromiso con albano-kosovares.
Hasta este momento, el PDS había estado dirigido fuertemente por Berisha, pero hacia finales del año los reformistas pasaron a dominar sobre los seguidores de Berisha y modificaron la estrategia del partido. Los reformistas argumentaron que el boicot parlamentario estaba llevando al aislamiento político del PDS.
Al mismo tiempo, en el Partido Socialista gobernante, Fatos Nano ganó la dirección del partido al primer ministro, Pandeli Majko, lo que consecuentemente provocó la salida de este último de su cargo, siendo reemplazado por el diputado, Ilir Meta. El 15 de septiembre, Nano acusó a Majko de haber permitido a las guerrillas kosovares contrabandear armamento a través del territorio albanés.
Junto al fin de la guerra en Kosovo, el norte de Albania volvió poco a poco a la normalidad. El ministerio del Interior informó que se desarticularon 12 grandes bandas criminales en el país, las cuales en su mayoría operaban en Tropojë, donde unidades especiales de la policía estatal restablecieron completamente el orden en septiembre. Hasta el mes mencionado, la zona de Tropojë era considerada como "no apta para ir" por las agencias internacionales que operaban allí, debido a los frecuentes robos armados que se producían. La anarquía alcanzó tal grado, que la Organización para la Seguridad y la Cooperación en Europa (OCSE) cerró su oficina el 16 de junio, luego de pistoleros asesinaran a dos miembros de su personal. 
Con el fin de la lucha en Kosovo, las relaciones con los estados vecinos mejoraron sustancialmente, especialmente con Montenegro, Macedonia, Grecia y con la nueva administración de la ONU en Kosovo. Con esta última, el Ministerio de Asuntos Exteriores albanés planificó una serie de acuerdos regionales de desarrollo, apoyados por la Unión Europea y enmarcados en el Pacto de Estabilidad para el Sudeste de Europa. Los primeros acuerdos incluyeron la instalación de una poderosa conexión telefónica vía microondas entre Albania y Kosovo; así como la firma y ejecución de varios proyectos de infraestructura con Montenegro.

### 2000
La vida política albanesa estuvo marcada por las rivalidades entre la gobernante "Alianza por el Estado", liderada por el Partido Socialista; y la oposición, dominada por el Partido Democrático del antiguo Presidente Sali Berisha. Durante el año, la oposición centró sus esfuerzos en lograr apoyo a sus candidatos en las elecciones locales programadas para octubre y acusó a la coalición gobernante de corrupción. Este último rechazó constantemente los cargos y se empeñó en combatir la corrupción a través de la introducción de reformas institucionales. El éxito más significativo de estas reformas fue la promulgación de una nueva ley de servicio civil que estableció el fin de la práctica de la designación política e incrementó la independencia e integridad de los puestos de la administración del Estado.
Junto a estos esfuerzos reformadores, el gobierno se empeñó en lograr significativos avances en el desarrollo de la infraestructura del país. La mayoría de estos proyectos fueron financiados por el Pacto de Estabilidad del Sureste de Europa -pacto firmado en 1999 por 28 naciones para promover la paz, la estabilidad y la prosperidad en los Balcanes.

## SigloXXI
El 23 de junio de 2013 se llevaron a cabo las octavas elecciones parlamentarias, ganadas por Edi Rama del Partido Socialista. Durante su mandato como 33.er primer ministro, Albania ha implementado numerosas reformas centradas en la modernización de la economía y la democratización de las instituciones estatales como el poder judicial y la aplicación de la ley. Además, el desempleo se ha reducido constantemente hasta la cuarta tasa de desempleo más baja de los Balcanes.
Después del colapso del Bloque del Este, Albania comenzó a desarrollar lazos más estrechos con Europa Occidental. En la cumbre de Bucarest de 2008, la Organización del Tratado del Atlántico Norte (OTAN) invitó a Albania a unirse a la alianza. En abril de 2014, Albania se convirtió en miembro de pleno derecho de la OTAN. Albania fue uno de los primeros países del sudeste de Europa en unirse al programa Asociación para la paz. Albania solicitó unirse a la Unión Europea, convirtiéndose en un candidato oficial para la adhesión en junio de 2014.
En 2017, se llevaron a cabo las octavas elecciones parlamentarias, simultáneamente con las elecciones presidenciales. Las elecciones presidenciales se celebraron los días 19, 20, 27 y 28 de abril de 2017. En la cuarta vuelta, el presidente en ejercicio y entonces primer ministro, Ilir Meta, fue elegido octavo presidente de Albania con 87 votos. Sin embargo, el resultado de las elecciones parlamentarias celebradas el 25 de junio de 2017 fue una victoria del Partido Socialista liderado por Edi Rama, que obtuvo el 48,33% de los votos de las elecciones, por delante de otros 5 candidatos. Lulzim Basha, el candidato del Partido Demócrata y segundo en las elecciones, recibió solo el 28,81% de los votos.
En las elecciones parlamentarias de abril de 2021, el gobernante Partido Socialista, dirigido por el primer ministro Edi Rama, obtuvo su tercera victoria consecutiva, con casi la mitad de los votos y suficientes escaños en el parlamento para gobernar solo. En febrero de 2022, el Tribunal Constitucional de Albania revocó el juicio político del presidente Ilir Meta, opositor del gobernante Partido Socialista.